# Mythologie bretonne
Vous lisez un « article de qualité » labellisé en 2014.
Ne doit pas être confondu avec matière de Bretagne.

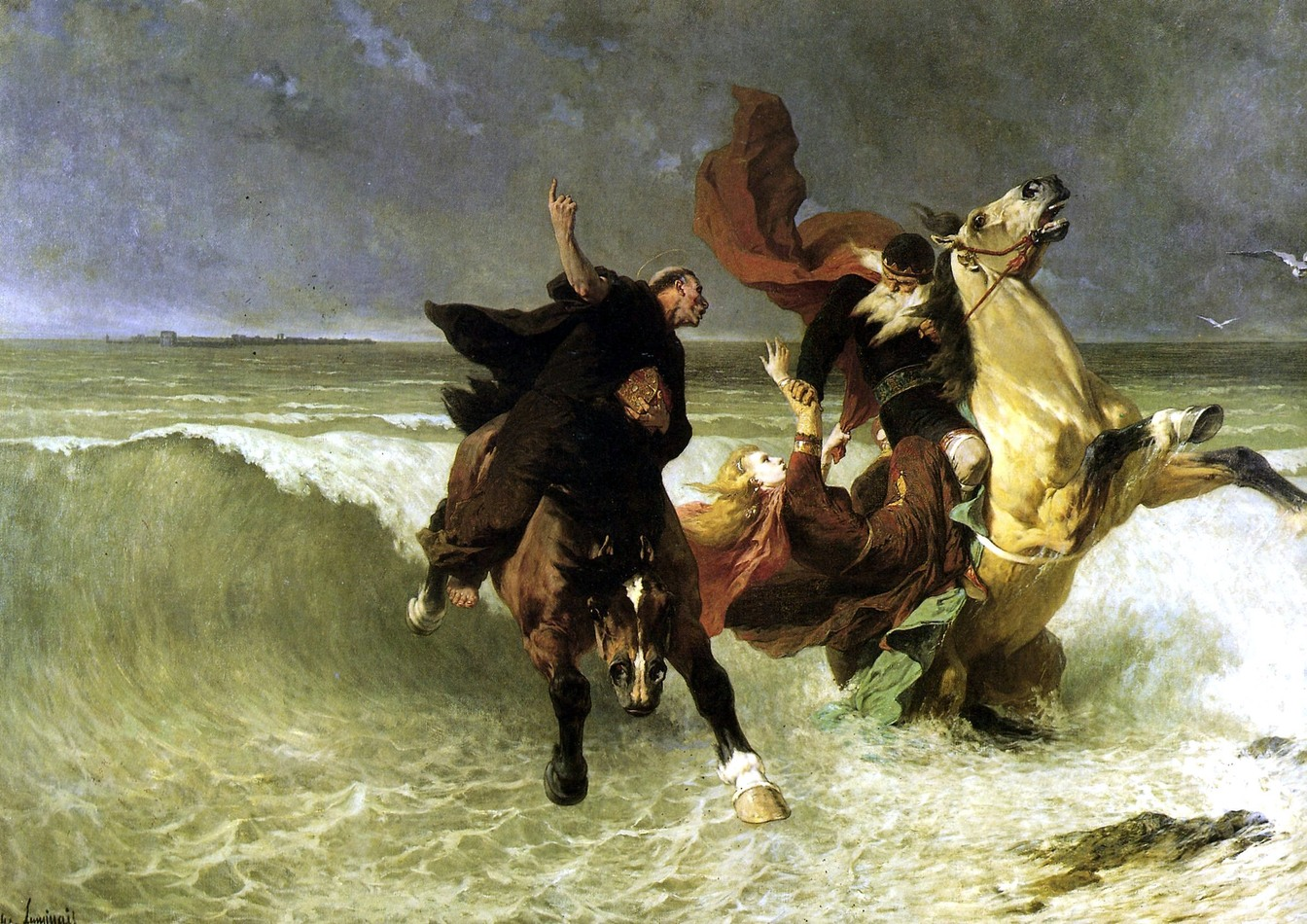
La Fuite du roi Gradlon selon Évariste-Vital Luminais, vers 1884, conservé au musée des beaux-arts de Quimper. Cette peinture représente une célèbre scène de la légende de la ville d'Ys.

La mythologie bretonne constitue le fonds des croyances de la Bretagne. Les peuples celtes d'Armorique connaissaient probablement avec leur mythologie celtique plusieurs divinités et créatures spécifiques associées à des cultes de la nature, dont on retrouve quelques traces chez certains saints bretons. Ce fonds mythologique qui était commun aux peuples des deux côtés de la Manche (notamment le culte des Dioscures ou Jumeaux divins) est accepté par les Romains puis nettement christianisé, provoquant la perte irrémédiable des grands récits et la destruction ou la conversion des lieux de culte païens. Le peuplement brittonique de l'Armorique explique la permanence de cultes nationaux comme les stations de la grande Troménie de Lokronan-Koad-Nevet ou le circuit dit Tro-Breizh. Le mythe du roi Brutus est promu pour attribuer des origines troyennes aux Bretons, avant d'être concurrencé par celui de Conan Mériadec au Xe siècle, qui explique la christianisation de la région et sa langue. Ces récits transposent les récits de peuplement de la Bretagne ou Ledaw (Litau, Letavia). Les installations de fédérés brittoniques depuis la Grande-Bretagne à partir du IVe siècle, succédant aux royaumes des deux rives (Gerontius), voient les mêmes croyances chrétiennes s'implanter de part et d'autre de la Manche, avec un probable retour de la matière de Bretagne. La légende arthurienne est fortement diffusée dans le duché de Bretagne au Moyen Âge, à travers notamment les poèmes de Marie de France. Les grandes familles nobles des Laval et des Rohan revendiquent la possession de terres arthuriennes en Bretagne à la fin du XVe siècle, époque où figure la première trace écrite de la légende de la ville d'Ys.
Après une longue période de désintérêt pour les croyances bretonnes, au XIXe siècle, de nombreux érudits dont certains celtomanes défendent l'identité celtique de la Bretagne, par probable réaction à la perte d'autonomie de la région après la Révolution Française de 1789. Des toponymes légendaires s'ancrent définitivement dans le territoire. La Brocéliande des romans arthuriens est placée dans la forêt de Paimpont, avec le tombeau de Merlin et le Val sans retour. La ville engloutie d'Ys est imaginée au large des côtes de Douarnenez. La publication du Barzaz Breiz de La Villemarqué en 1839 entraîne une longue vague d'intérêt pour le « légendaire celtique », et contribue à forger l'image de la Bretagne comme « terre de légendes » pittoresque. De nombreux collectages du folklore local sont effectués jusqu'au début du XXe siècle, aussi bien en haute qu'en basse Bretagne, ce qui permet de préserver un grand nombre d'histoires mettant en scène des fées, des lutins et d'autres créatures ou personnages tels que Merlin. Paul Sébillot, François-Marie Luzel ou encore Anatole Le Braz mettent en lumière l'existence de croyances paysannes autour d'une multitude de fées bénéfiques ou maléfiques, dont la plus célèbre est Dahut, et de lutins plus ou moins serviables désignés plus tard sous l'unique nom de korrigan. La Bretagne compte aussi une personnification de la communauté des morts l'Ankou. Le roi Marc'h aux oreilles de cheval, qui marque la toponymie de la Cornouaille, est connu depuis les romans arthuriens du Moyen Âge. Quelques récits mentionnent des géants et des créatures nocturnes de type appeleur, comme le Bugul-noz. Le tourisme et la littérature assurent désormais un net succès à ces nombreuses histoires préservées par les collectes, mais victimes d'un syncrétisme parfois important.

## Définition
L'emploi du nom de « mythologie bretonne » demande explication. Françoise Le Roux et Christian-Joseph Guyonvarc'h tiennent à différencier la mythologie proprement dite des « quelques traces qui en subsistent dans le folklore breton ». De même, Claude Sterckx parle des « débris mythologiques subsistant dans le folklore breton », précisant que la Bretagne « n'a guère conservé de textes mythologiques au sens plein du terme ». L'existence d'éléments réellement issus de la mythologie celtique parmi le corpus des collectages bretons a longtemps été considérée comme impossible, en raison notamment des inventions et des recompositions des celtomanes parfois motivées par le nationalisme breton, et surtout de la christianisation. Le conte et « presque tout ce qui est légendaire en Bretagne » est christianisé, selon Le Roux et Guyonvarc'h. Cependant, ce point de vue excessif[Interprétation personnelle ?] fait l'impasse sur des faits qui ont été insuffisamment étudiés (et que ces auteurs ont négligés, comme la méthodologie appropriée).  des éléments (en particulier concernant Merlin, le Tadig Kozh, l'Ankou, personnification des morts, et même quelques caractéristiques attribuées à sainte Anne) se rattachent à la mythologie celtique bretonne, car ils présentent des points communs avec la mythologie de l'Irlande et du Pays de Galles. En Bretagne comme ailleurs, le folklore représente « l'aboutissement du mythe ». Une autre différence importante provient du fait que le mythe est transmis par les érudits, tandis que le folklore l'est par le peuple, souvent de manière orale. Un grand nombre d'éléments appartient au folklore breton et non à la mythologie, tels que les Korrigan ou encore les lavandières de nuit. Ce folklore breton représente « ce qui reste du mythe ». Inégalement christianisé, il manque parfois de cohérence,.

## Histoire
- Ier siècle : Conception de la statue gallo-romaine de Minerve, déesse du Ménez-Hom.
- IIIe – Ve siècle : Installations brittoniques depuis la Grande-Bretagne et organisation de la Brittia celto-romaine. Christianisation et possible implantation du cycle arthurien.
- Ve siècle : Erosion et disparition des cultes non-chrétiens
- IXe siècle : Propagation écrite du mythe du roi Brutus
- XIe siècle : Propagation de la légende Conan Mériadec, à fondement historique.
- Fin XIIe siècle : Lais bretons de Marie de France, romans de Tristan et Iseut
- 1467 et 1475 : Revendication de terres arthuriennes par les Laval et les Rohan
- 1547 : Premier témoignage de la présence de fées en Bretagne, par Noël du Fail
- 1749 : Première mention de « génies » et de « folets » (lutins) par Jacques Cambry
- 1839 : Première édition du Barzaz Breiz
- 1844 : Première édition du Foyer Breton d'Émile Souvestre
- 1870 : Publication des Contes Bretons de François-Marie Luzel
- 1880 : Recul des croyances aux fées / lutins
- 1880-1883 : publication des Contes populaires de Haute-Bretagne de Paul Sébillot
- 1893 : Première édition de La Légende de la mort d'Anatole Le Braz

Repères temporels, historiques et mythologiques

Comme l'ensemble de la mythologie celtique, celle de la Bretagne possède de lointaines sources indo-européennes. Son développement et l’intérêt qu'elle suscite semblent être le résultat de la recherche des origines par sa population, notamment après la fin de l'indépendance de fait de la province, sur la période qui suit l'union de la Bretagne à la France, et surtout après la Révolution française et les troubles qui en découlent : la trajomanie est remplacée par la celtomanie. D'après Michel Le Bris, « si le rapport à l'imaginaire prend en Bretagne des proportions extraordinaires, c'est sans doute dû au christianisme celtique et au fantasme des origines ». L'usage et la diffusion des mythes en Bretagne ont toujours été étroitement liés à la question de l'identité et du nationalisme.

### Cultes et croyances du paganisme antique

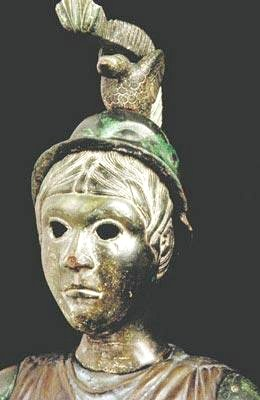
Brigitte, déesse du Ménez-Hom proche d'Athéna, œuvre d'art gallo-romaine du I.

Au Néolithique, les gravures présentes sur les mégalithes laissent à penser qu'une déesse mère (ou plusieurs) est vénérée, probablement dans un rôle de déesse associée à la terre et aux esprits des défunts du clan. Les peuples celtes n'ayant laissé aucun écrit protohistorique, peu d'éléments de la mythologie des Armoricains antiques sont connus. Les trouvailles archéologiques permettent des suppositions. Le culte du cheval et du guerrier semble remplacer peu à peu celui de la déesse mère. Des statuettes d'argile blanche découvertes au XIXe siècle et une statuette en bronze retrouvée à Baye laissent supposer la vénération d'une déesse écuyère, peut-être une variante locale d'Épona. De manière générale, les Celtes armoricains attribuent des esprits aux arbres, rochers et rivières, auxquels ils rendent des cultes. Leurs croyances incluent vraisemblablement une divinité dite du cavalier à l'anguipède, parmi de très nombreuses autres (une dans chaque localité ou presque). Le culte des animaux et des têtes humaines, la croyance en la vie après la mort, voire la métempsycose, sont présents comme en témoignent le très grand nombre d'objets enterrés dans les tombes. Le panthéon des dieux romains est introduit après la guerre des Gaules : une statuette antique du dieu Pan est notamment retrouvée à Rennes. Dans un premier temps, les Romains semblent faire preuve de tolérance envers les divinités indigènes. À l'époque gallo-romaine, les Armoricains vénèrent les sommets (comme le Menez Bré) et les eaux. Des statuettes de déesses nues, de dieu au maillet, d'un dieu cornu retrouvé à Blain et d'un dieu ithyphallique découvert à Plougastel-Daoulas prouvent une fusion progressive des panthéons celte et romain. La déesse gallo-romaine nommée Brigitte, probablement vénérée sur le Ménez-Hom au Ier siècle, rappelle fortement la déesse grecque Athéna,.

### Mythes de l'origine romaine et troyenne des Bretons

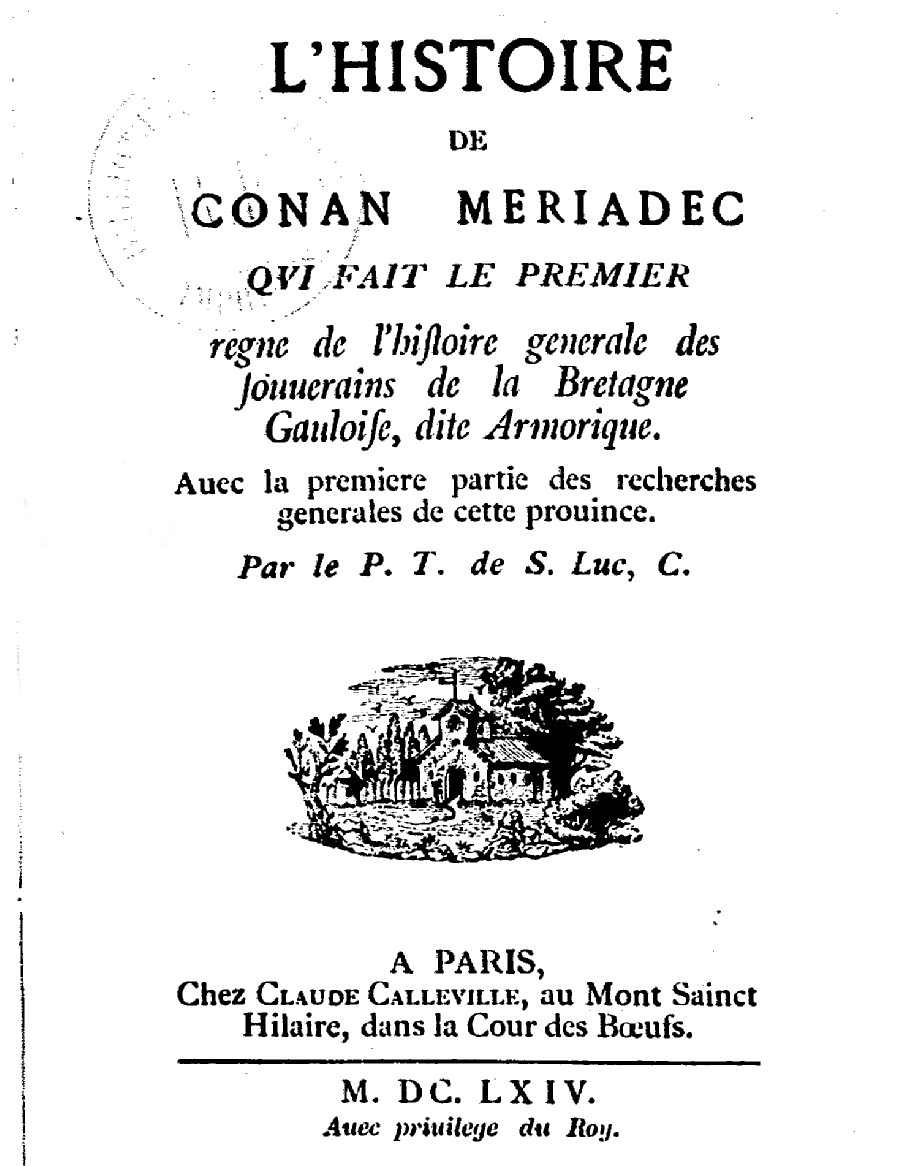
Imprimé de l'Histoire de Conan Mériadec publié en 1664.

Une idée fausse pourtant très commune est de croire que les documents relatifs à des « mythes bretons » au début du Moyen Âge contiennent exclusivement des récits « celtiques ». Les documents écrits s'attachent plutôt à attribuer une origine troyenne ou romaine aux Bretons, à partir du IXe siècle. Ainsi, le mythe du roi Brutus de Bretagne, un Romain, arrière-petit-fils d'Énée expulsé d'Italie, venu fonder une « nouvelle Troie » (il devient le premier « roi de Bretagne »), vise probablement à favoriser l'intégration de cette province dans l'Empire romain, avec un soutien actif des autorités romaines pour le diffuser (à moins qu'il ait été composé au IXe siècle par des clercs ou des laïcs bretons lecteurs de Virgile). Ce mythe des origines troyennes n'est abandonné qu'au XVIe siècle. Aux XIe et XIIe siècles, il est concurrencé par (ou fonctionne avec) le mythe de Conan Mériadec. Ce récit attribue lui aussi une ascendance romaine aux Bretons, et s'évertue à expliquer la constitution de leur territoire, de leur langue, ainsi que l'implantation du christianisme par la venue de ce dux bellorum et de ses troupes depuis la Grande-Bretagne,. Conan Mériadec a probablement remplacé Brutus pour les besoins du Christianisme, le nom de « Brutus » dévoilant bien trop ses origines païennes. Le mythe de Conan Mériadec semble s'être perpétué au fil des siècles à travers la légende locale des « aboyeuses » de Josselin, des lavandières condamnées à s'exprimer par des aboiements certains jours de l'année, pour avoir insulté la Vierge. Ces aboiements seraient à relier au récit selon lequel Mériadec, accompagné de guerriers dont le nom renvoie à celui du chien, aurait fait couper la langue des femmes du territoire conquis. Une telle mutilation vise à empêcher les femmes de transmettre leur langue à leurs enfants, au profit de celle des envahisseurs. L'origine des Bretons depuis la Grande-Bretagne (historiquement attestée) est combattue par Bertrand d’Argentré, qui leur défend une origine gauloise dans son Histoire de Bretagne en 1582, précisément pour éloigner les prétentions des Anglais sur la Bretagne. De même La Borderie, légitimiste, s'efforcera de nier toute historicité à Conan Meriadec : les Bretons devaient nécessairement être arrivés en Bretagne après l'installation des Francs. Il a fallu les travaux de Léon Fleuriot pour rétablir la chronologie réelle et montrer l'historicité de Conan.    

### Christianisation
Il est très probable que le christianisme ait fait disparaître la plus grande partie des traditions orales véritablement rattachées à la mythologie celtique en Bretagne, tout comme la conversion de Rome en a effacé les traditions orales païennes. Au Ve siècle, les premiers saints bretons sont attestés, probablement du fait que de nombreux clercs organisent les mouvements migratoires entre la Grande et la Petite Bretagne. Le réseau des paroisses est déjà dense sur le territoire armoricain au VIe siècle. Mais la majorité des noms des fondateurs éponymes sont ceux de laïcs.
Jean Markale défend une théorie selon laquelle les migrants chrétiens venus de Grande-Bretagne à partir du IVe siècle ont imposé leur religion à la population locale largement païenne, créant des heurts parfois violents : « on peut dire que le christianisme, sous sa forme romaine [....] s'est livré au génocide culturel de la Bretagne, en faisant le vide et en détruisant tout ce qui pouvait rattacher les Bretons à leurs racines authentiques ». Cependant, les affirmations de Markale ont depuis été nuancées, sinon discréditées. Pour Ferdinand Lot et Jacques Le Goff, aucun culte non chrétien n'a pu survivre sur le territoire breton après le Ve siècle, un avis que rejoignent Françoise Le Roux et Christian J. Guyonvarc'h. Ils ajoutent aussi que « personne n'a les moyens de répondre quant à la nature de la transmission orale et écrite des mythes celtiques en terre brittonique. En Irlande, l’Église s'est identifiée à la culture nationale, confondue avec le christianisme, et elle l'a assez aisément maintenue. En Bretagne au contraire, l'Église a vu dans le folklore la survivance d'un esprit préchrétien, qu'elle s'est efforcée d'annihiler ou de contrebattre pour imposer un catholicisme formel sans nulle trace de déviance particulariste. Elle n'y est jamais complètement parvenue. ».
Bernard Sergent estime au contraire que des mythes et légendes issus de la tradition celtique ont survécu en Bretagne au moins jusqu'au XIIe siècle, époque où ils servent de source d'inspiration à Marie de France. La présence d'éléments très nettement érotiques dans certaines églises et sur des mégalithes laisse entrevoir une certaine tolérance de ces autorités religieuses vis-à-vis de quelques croyances païennes. De même, Michel Le Nobletz cite au début du XVIIe siècle un culte païen du soleil, localement nommé Doue Tad (soit Dieu père) sur l'île de Sein. Pour Gwenc’hlan Le Scouëzec, la persistance de rites non chrétiens ou partiellement christianisés, tels que les prières en extérieur, prouve que l’Église « n'a jamais eu le monopole du sacré en Bretagne ».

#### Croyances christianisées
Il est indéniable que des croyances ont été largement transformées, des personnages mythologiques bretons combattus ou changés par la christianisation. Les Vitae des saints bretons des débuts du Moyen Âge contiennent des éléments étrangers au christianisme, hérités de l'Antiquité, en particulier l'intervention de géants. Nombre de saints bretons n'ont jamais été reconnus officiellement par l'Église catholique, témoignage de leurs origines païennes. Ce qui n'a pas empêché les Bretons de les vénérer, de leur ériger des églises ou des chapelles. Ainsi, sainte Onenne, vénérée à Tréhorenteuc, proviendrait du mythe celtique de la femme-cygne et de la déesse Dana, avant que le clergé ne la change en gardienne d'oies.
Les fées bretonnes sont très probablement issues de déesses païennes antiques dont le nom s'est perdu avec le temps. Elles se trouvent christianisées, puisque les fées des eaux foncièrement bénéfiques sont assimilées à la Vierge Marie. Les autres sont diabolisées sous forme de lavandières de nuit ou de dames blanches. Les dames blanches, revenantes parfois vindicatives, sont vraisemblablement imaginées dans le but d'éloigner les chrétiens des fontaines où étaient jadis rendus les cultes aux fées. Certains récits content des histoires de fées condamnées à partir : la fée des houles habitant la grotte du Bec du Puy aurait disparu quand l'Église s'est opposée aux offrandes qui lui étaient faites. De même, bon nombre de lieux sont dédiés à une Vierge ou à une Sainte dont les caractéristiques renvoient nettement aux fées : celles de Guipavas et de Lannédern sont créditées du pouvoir de submerger les terres pour punir les hommes. Certaines plantes et des fruits traditionnellement associés aux fées, comme l'aubépine et la verveine, reçoivent des noms chrétiens. Cependant, la facilité avec laquelle circulent les récits de fées - des récits universels en Europe - leur permet de subsister. En 1547, Noël du Fail évoque la présence de fées dans les fontaines bretonnes, prouvant que cette croyance reste vivace. Son témoignage forme aussi la plus ancienne attestation de la présence des fées en Bretagne,.
La légende de la ville d'Ys représente un autre ancien mythe celtique dont la christianisation est presque totale. Seuls d'infimes éléments rattachés à la mythologie originelle y subsistent. Lorsque le mythe de la submersion d'Ys est évoqué pour la première fois par écrit au XVe siècle, grâce à Pierre Le Baud, il s'agit déjà d'une ville sombrant dans le péché et subissant une punition divine (chrétienne). Au XVIIe siècle, la version « classique » de cette histoire est celle qui fait de Dahut, probable ancienne figure celtique, une pécheresse impudique qui doit être châtiée. Selon Le Roux et Guyonvarc'h, « l'hagiographie a affadi et édulcoré le thème mythique celtique d'une manière si complète que tout ce qui faisait sa raison d'être a disparu, et plus ou pire encore, sa finalité profonde a été radicalement transformée » : les habitants d'Ys sont punis en raison de leur paganisme.

#### Destruction de lieux de culte païens
Selon Françoise Morvan, une particularité des lieux de cultes chrétiens en Bretagne semble prouver la volonté d'élimination des croyances païennes. Nombre de chapelles et d’églises ont été bâties près de fontaines, probablement pour lutter contre les croyances aux créatures bénéfiques des eaux. Si les arbres et les pierres auxquels des cultes étaient rendus se montrent assez faciles à éliminer, Paul Saintives évoque les difficultés posées par les cultes aux fontaines et aux rivières, ces dernières ne pouvant pas être détruites. Plusieurs fontaines bretonnes sacrées semblent avoir disparu, ce qui expliquerait le nombre de toponymes du type « fontaine blanche » dans des lieux pourtant sans fontaine.

### La matière arthurienne au Moyen Âge

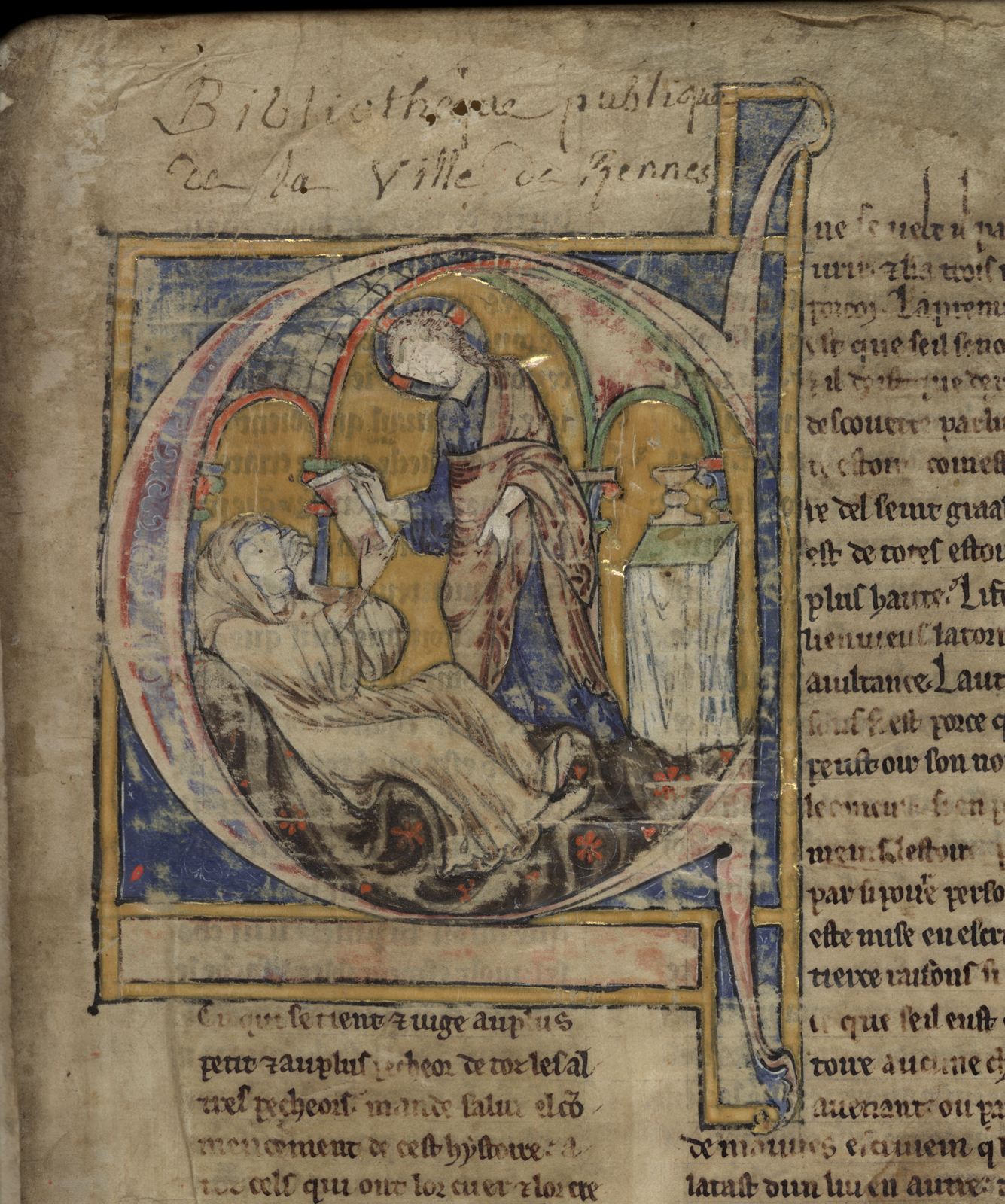
Manuscrit anonyme du Lancelot-Graal (vers 1220), conservé dans une bibliothèque municipale de Rennes.

Léon Fleuriot postule au contraire que les migrants venus de Grande-Bretagne à partir du IVe siècle ont apporté avec eux des traditions orales, notamment sur la légende arthurienne, qui ont trouvé en Armorique un terrain favorable à leur diffusion. Le mythe arthurien est probablement déjà promu en Grande-Bretagne pour résister aux envahisseurs Saxons. Pour Philippe Walter, après la chute de l’Empire romain, « elle [la Bretagne] fut pour ainsi dire receltisée par les vagues d’immigrants brittoniques venus s’installer sur son sol... Et c’est là que réside peut-être une explication du mystère de Brocéliande. Cette vieille contrée celtique continentale se trouve réinvestie au Moyen Âge par la mémoire celtique insulaire... Dès lors, les antiques vestiges de la mémoire celtique et préceltique continentale se sont trouvés en consonance avec l’imaginaire arthurien brittonique ». Le mythe arthurien est peut-être déjà présenté comme une fiction, mais il permet une continuité culturelle sur plusieurs siècles entre les migrants venus de Grande-Bretagne, et les Bretons armoricains déjà installés.
Quoi qu'il en soit, la région joue un rôle majeur dans la diffusion de la matière de Bretagne au Moyen Âge,. À l'époque de la conquête normande de l'Angleterre, les habitants de Grande et de Petite Bretagne partagent vraisemblablement la même langue et les mêmes mythes, résultat de huit siècles d'échanges et de migrations. Marie de France dit s'inspirer de traditions orales bretonnes pour ses lais, en particulier le lai breton de Bisclavret (moyen-breton désignant le loup-garou) et celui de Laüstic. Ces motifs bretons sont modifiés littérairement pour être adaptés au public chrétien de l'époque :

« Quant de lais faire m'entremet, ne voil ublïer Bisclaveret. Bisclaveret ad nun en bretan, Garwaf l'apelent li Norman. Jadis le poeit hume oïr e sovent suleit avenir, humes plusurs garual devindrent e es boscages meisun tindrent [...] »

— Marie de France, Bisclavret (XIIe siècle)
Si certains spécialistes n'y voient pas de motifs spécialement celtiques, pour Bernard Sergent, tous les lais de Marie de France sont d'origine bretonne. Le comparatisme interceltique avec des textes irlandais et gallois plus anciens offre des thèmes similaires. Marie de France parle elle-même des lais de Petite Bretagne, donne des noms bretons à ses personnages et utilise certains mots de la langue bretonne, ce qui laisse deviner l'existence d'une « littérature bretonne perdue » et donc d'un fond légendaire oral « aussi riche que l’Irlande et le Pays de Galles contemporains », dans lequel elle a puisé son inspiration. L'histoire de Tristan et Iseut, bien que diffusée à l'écrit par des Normands, est d'origine bretonne ou cornique. Les grandes familles de la noblesse bretonne, qui se disaient déjà descendantes de Conan Mériadec, revendiquent la possession de terres arthuriennes au XVe siècle. Le roman de Ponthus et Sidoine, dernier roman arthurien ayant Brocéliande pour cadre, conte une légende vraisemblablement créée de toutes pièces à la demande de Geoffroi de La Tour Landry ou de la famille de Laval, pour attribuer la fondation de Paimpont au chevalier de Ponthus. L'écriture de ce roman semble avoir été commandée pour asseoir la légitimité de ces Nobles sur cette partie de la Bretagne. Reconnaissant en leur terre de Brecilien le Brecheliant du Roman de Rou, les Laval déclarent détenir la fontaine de Barenton en 1467 et se proclament seigneurs de Brocéliande. En 1475, les Rohan affirment descendre d'Arthur et posséder le château de la forêt de Goelforest (château de la Joyeuse Garde), « où le roi Arthur tenait sa cour », à Landerneau. Une tradition reprise dans le Parzifal de Wolfram von Eschenbach place la cour légendaire de Camelot à Nantes.

### Celtomanie

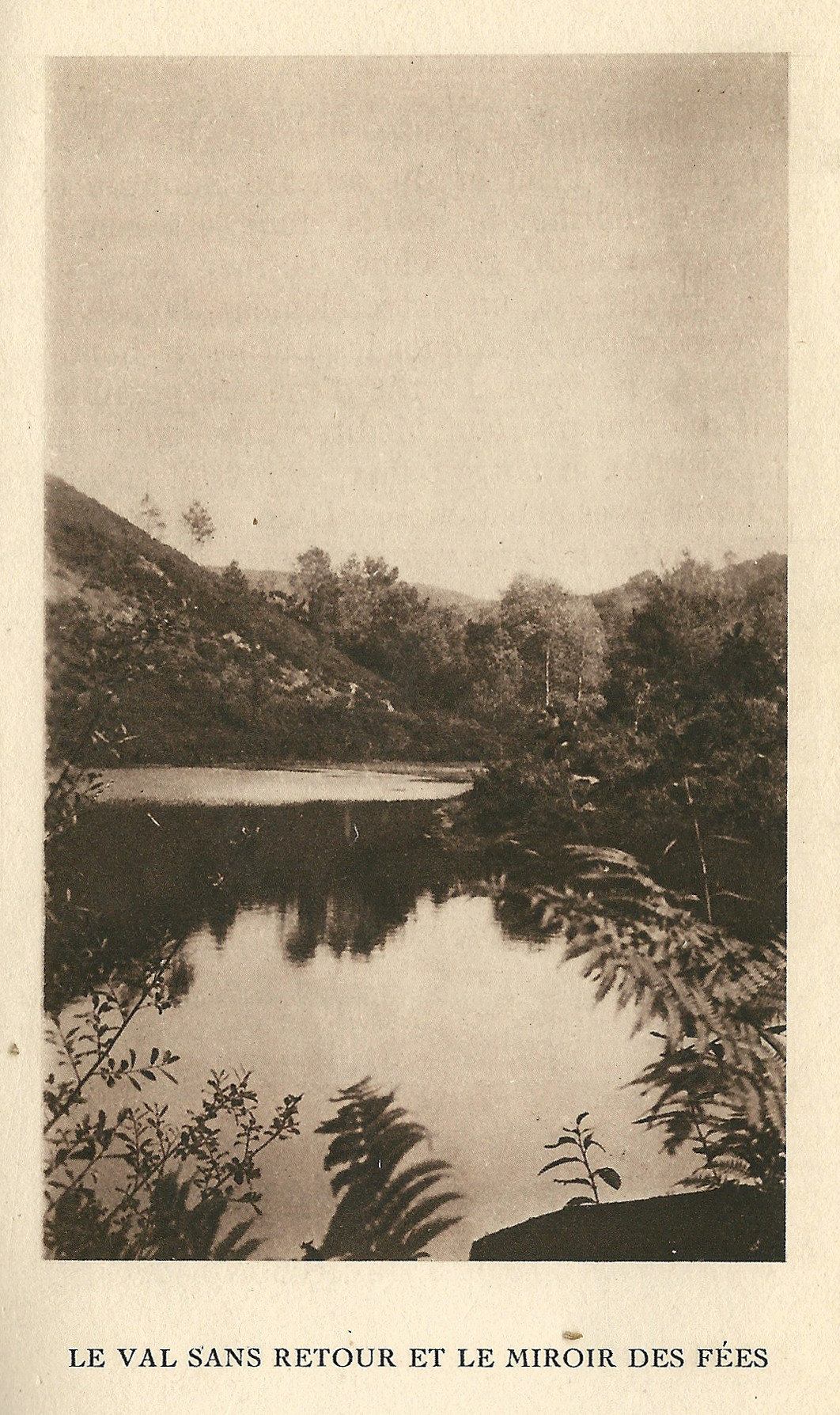
Le placement du Val sans retour est vraisemblablement une invention celtomane.

La celtomanie, idéologie et mode littéraire plaçant les Celtes à l'origine de la civilisation européenne, se développe assez tardivement en Bretagne. Son point d'origine est la traduction des poèmes « bardiques » d'Ossian en 1762, depuis le gallois. Son développement semble favorisé après la Révolution française, en réaction au changement de statut de la province bretonne. En 1799, Jacques Cambry témoigne de son intérêt pour la « religion druidique ». La celtomanie se manifeste par un syncrétisme entre mythes, légendes et Histoire, accordant une immense importance aux Celtes, tendant à voir des vestiges celtiques partout. Les Celtes n'ayant laissé aucun écrit direct, il est d'autant plus difficile d'obtenir des preuves dans ce domaine.
Certaines « légendes bretonnes », en particulier au XIXe siècle, sont vraisemblablement des inventions d'érudits celtomanes. Celle qui est attachée au Val sans retour est un exemple, car la localisation physique de ce lieu légendaire a été déplacée près de Tréhorenteuc après le développement des forges de Paimpont, pour que le nouveau Val corresponde à un espace sauvage, préservé et pittoresque. Des doutes subsistent concernant l'assimilation de la forêt de Paimpont à la forêt légendaire de Brocéliande, car elle s'appuie sur des éléments sujets à caution, notamment l'habitude qu'ont les paroissiens de Concoret de venir demander la pluie lors de processions, mise en relation avec la fontaine de Barenton des récits arthuriens. Les celtomanes du début du XIXe siècle font d'un dolmen en ruines le tombeau du « druide » Merlin, alors que les recherches ultérieures le datent au Néolithique. Françoise Morvan attribue ces dérives celtomanes à la défense du nationalisme breton, en citant notamment Arthur de La Borderie : « Les vieux chants populaires de notre province ont gardé la tradition des circonstances spéciales qui firent éclater enfin ce mouvement mémorable, et donnèrent le premier branle à cette grande et juste guerre de l'indépendance bretonne. ». Les celtomanes ont cependant le mérite d'avoir ouvert la voie à des recherches plus sérieuses.
Certains auteurs plus récents peuvent être qualifiés de « celtomanes », dans la mesure où les chercheurs universitaires ne trouvent aucun élément pour étayer leurs affirmations. Alexis Léonard cite ainsi Jean Markale, Yann Brékilien et des membres de la Gorsedd de Bretagne (notamment Gwenc’hlan Le Scouëzec) comme sujets à la celtomanie. Il cite aussi Paul-Yves Sébillot, pour qui les druidesses de l'Antiquité sont devenues des fées bretonnes.

### Collectages

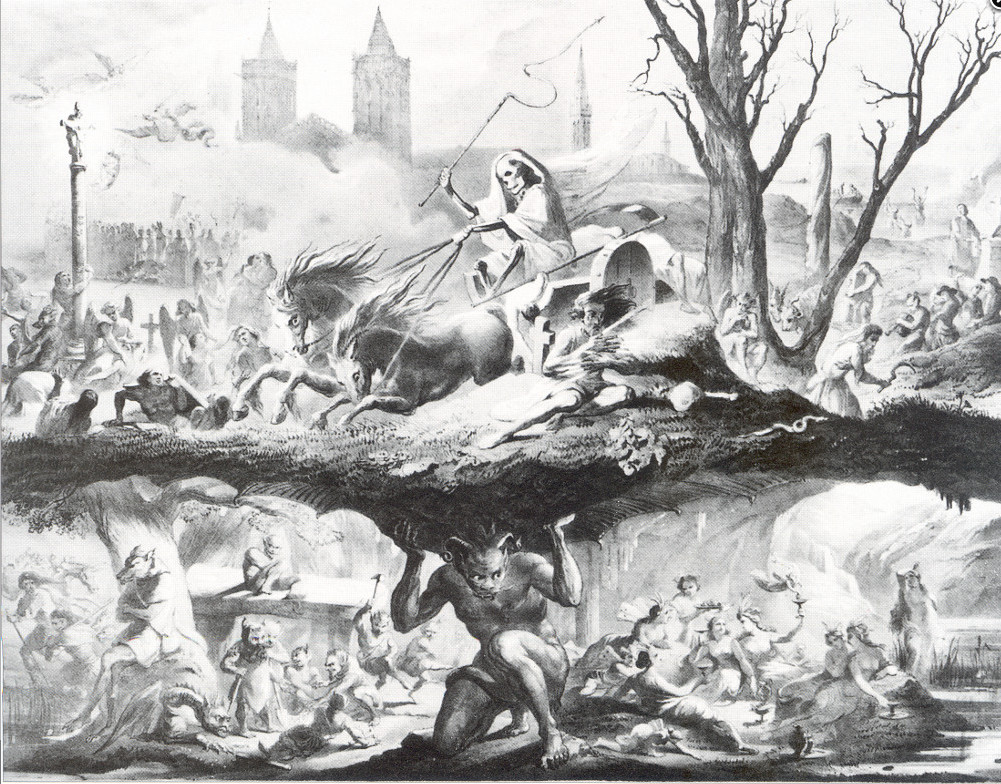
Gravure des Merveilles de la nuit de Noël d'Émile Souvestre, 1844. On y reconnaît notamment la charrette de l'Ankou, des fées et des lutins.

Au XVIIIe siècle, les superstitions et les rites des Bretons sont mentionnés de façon éparse dans des récits et chroniques de voyageurs, sans cohérence. Le père Grégoire de Rostrenen cite dans son dictionnaire paru en 1732 des traductions en breton des mots lutin, esprit follet et nain, distinguant trois types de créatures. Jacques Cambry signale la présence de « génies appelés Teuss » près de Morlaix, et de « folets » exécutant les travaux de la maison, en 1749. Il devient l'un des pionniers dans la collecte des éléments concernant les légendes de Bretagne. Chargé après la Révolution française de faire l'inventaire du patrimoine du Finistère, en 1794, il cite la croyance au Teus ou Buguel-nos et aux courils danseurs à Douarnenez. Le mot « lutin » n'est pas employé, ils sont cités comme étant des « génies » ou des « esprits ». Quelques lettrés issus de la noblesse prennent l'habitude de noter les récits populaires et de les échanger entre eux dans les années 1810 et 1820. De 1823 à 1831, la revue Le lycée Armoricain contient des récits fantastiques rassemblés par des notables Bretons. Dans les années 1830, l'identité bretonne vit un renouveau sous l'action d'écrivains bretons installés à Paris, qui puisent notamment dans la matière de Bretagne. Leur succès correspond à une attente de l'époque, favorable aux mouvements nationalistes. Ils contribuent à forger l'image stéréotypée de la Bretagne « pittoresque ».
Après les dérives des celtomanes et la controverse sur l'authenticité des chants du Barzaz Breiz, les collecteurs des traditions populaires bretonnes s'attachent à retranscrire plus fidèlement les récits des conteurs. François-Marie Luzel et son élève Anatole Le Braz y accordent une grande importance. Dès sa création en 1900 sous la présidence de Charles Brun, la Fédération régionaliste française a parmi ses vocations celle de sauver les folklores locaux. L'Union régionaliste bretonne, présidée par Anatole Le Braz, a cette mission dès sa création. Yves Berthou, membre de l'URB, témoigne de son amour pour cette « religiosité lointaine, que l'on appelle d'un si vilain mot, superstition ». Comme Le Braz, il fait partie des membres fondateurs de la Gorsedd de Bretagne, dont il devient le Grand Druide de 1903 à 1933 sous le nom de Kaledvoulc’h. L'abbé François Cadic (1864-1929), né à Noyal-Pontivy, est moins connu que ses prédécesseurs, mais a rassemblé une centaine de contes et légendes. Avec J. M. Cadic, Loeiz Herrieu et Yves Le Diberder, il fait partie des grands collecteurs du pays vannetais. Henri Guillerm s'occupe du sud de la Cornouaille, Lucien Decombe et Adolphe Orain complètent le travail magistral de Sébillot pour la Haute-Bretagne. En 1912, Yves le Diberder fonde la revue Brittia, pour publier notamment des recherches sur le folklore breton. Le rôle des collecteurs de Bretagne est fondamental dans la connaissance des traditions :

« Nombreux étaient les chercheurs, patients et attentifs à l'âme bretonne, qui puisèrent à pleins carnets dans la connaissance populaire : La Villemarqué, Souvestre, Sébillot, Luzel, Le Braz enfin... On pouvait alors trouver dans les villages une profusion de sachants qui propageaient, de bouche à oreille, de pures connaissances venues des temps celtiques, à la trame encore intacte malgré les interprétations et les déviations apportées par la religion chrétienne. »

— Claude Seignolle, Préface dans La légende de la mort d'Anatole Le Braz
La métamorphose est un thème fréquent des contes (et légendes) préservés, qui ont pour vocation d'aider à éduquer les jeunes enfants. Les grands collecteurs bretons et l’intérêt pour les traditions populaires disparaissent après la Première Guerre mondiale, une époque marquée par le « complexe de Bécassine ».

#### Émile Souvestre
Émile Souvestre (1806-1854), précurseur en matière de collectage, publie une série d'articles sur les traditions orales de Basse-Bretagne dès 1833, dans la Revue des deux Mondes. C'est probablement lui qui donne à La Villemarqué l'idée de rassembler les chants du Barzaz Breiz, en plus de faire découvrir les traditions orales bretonnes à un large public. La publication de ses « poésies populaires de la Basse-Bretagne » en 1834, puis des Derniers Bretons (1836), suivie en 1844 du Foyer breton, premier recueil en prose narrative, est beaucoup commentée par les intellectuels de son époque. Souvestre arrange les récits « trop rustiques » pour s'adapter à son public. Théodore Hersart de La Villemarqué fait de même. Le conte le plus célèbre du recueil Le Foyer breton, « Les korils de Plaudren », donne des détails sur l'habitude qu'a le petit peuple de se rassembler pour danser et chanter une chanson tronquée des derniers jours de la semaine.

#### Théodore Hersart de La Villemarqué

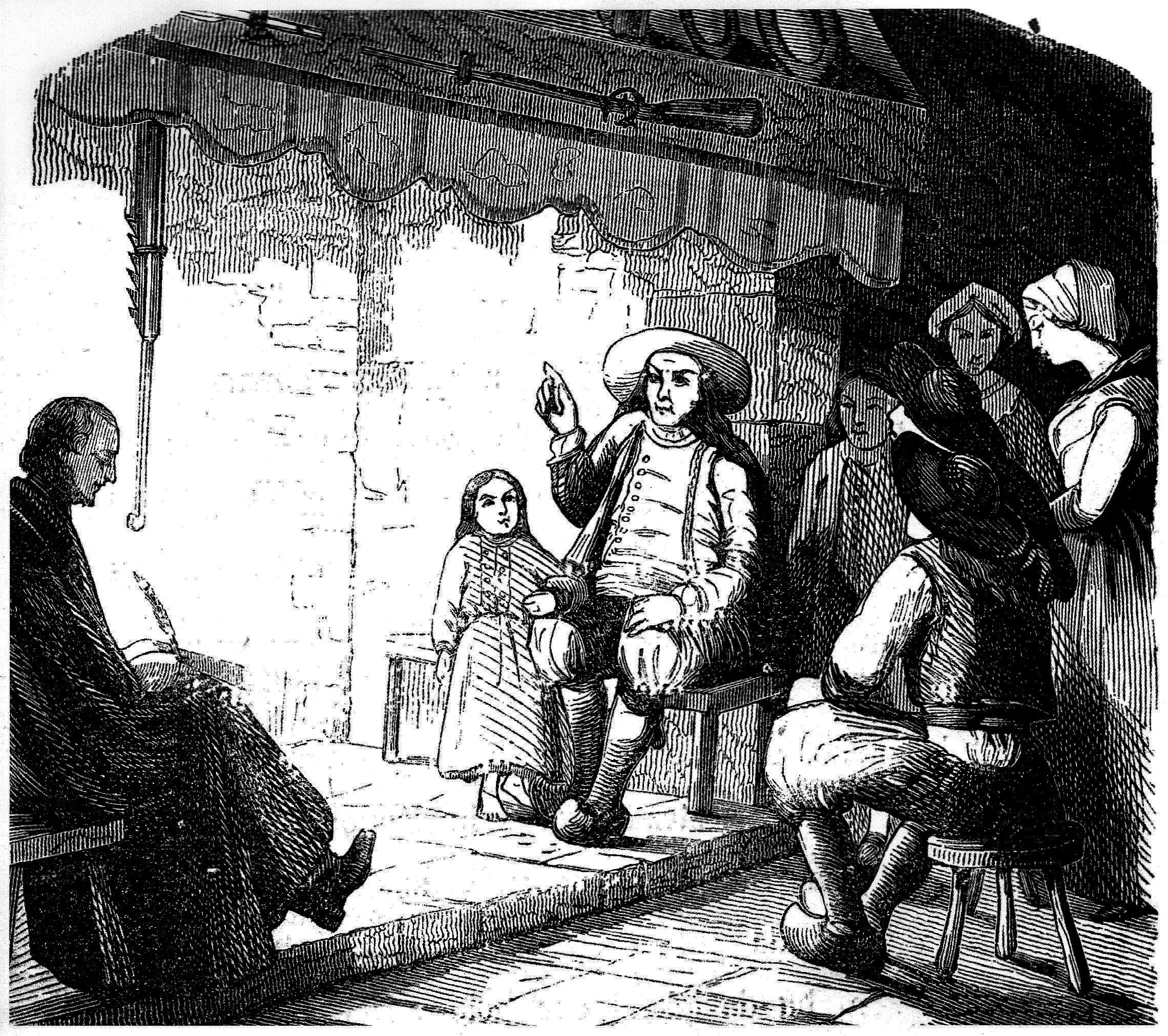
La Villemarqué transcrivant une chanson à 30 ans, par Ernest Boyer

La Villemarqué (1818-1895) est surtout connu à travers son œuvre monumentale, le Barzaz Breiz, recueil de chansons bretonnes. Une controverse demeure, concernant la fiabilité de ses collectages. Il semble en avoir arrangé le contenu. Son intention de promouvoir les légendes de la Bretagne est très claire, il écrit d'ailleurs « le roi Arthur n'est pas mort ! » dans l'introduction du Barzaz Breiz. Ce recueil contient des fragments de la mythologie bretonne, permet d'insérer la région dans son passé celtique et révèle l'existence d'une mythologie commune avec l'île de Grande-Bretagne. Il offre une vision pré-chrétienne de la région, ancrée symboliquement dans la nature.
La diffusion de l'œuvre de La Villemarqué coïncide avec le début des collectages de « traditions celtiques » en Bretagne, le Barzaz Breiz et lui-même contribuent nettement à forger l'image d'une « Bretagne celtique ». En 1845, La Villemarqué fait paraître une nouvelle édition enrichie de « ballades historiques » qu'il fait remonter à la fin de l'Antiquité, notamment une concernant la ville d'Ys. Il contribue aussi au développement de l'interceltisme en mettant en avant des points communs entre les croyances bretonnes et celles de l'Irlande et du Pays de Galles, en ce qui concerne entre autres les korrigans et leurs équivalents irlandais ou gallois. La huitième édition comporte de nombreuses traditions relatives aux nains, aux fées, ou encore à Merlin.

#### François-Marie Luzel
François-Marie Luzel (1821-1895) collecte essentiellement en Basse-Bretagne. Ce fils de paysans, brittophone de naissance, rassemble dans un premier temps les airs de chants qu'il a hérités de son oncle Maurice Duhamel, en 1843. Il rassemble lui aussi des chansons et travaille sur le théâtre breton. Il est surtout connu pour son rôle dans la controverse du Barzaz Breiz. Il publie De l'authenticité des textes du Barzaz Breiz en 1872, remettant en cause les collectages de La Villemarqué sur la base de la comparaison avec ses propres collectages de chants en Basse-Bretagne. D'après Françoise Morvan, « il est dès lors considéré comme républicain et mis au ban ».
Son travail de collecte des contes populaires débute à Noël 1868, lorsqu'il reçoit l'autorisation de mener une mission pour la « mythologie comparée des peuples celtiques ». La première édition de ses contes bretons, très respectueuse des versions populaires, paraît en 1870. Pour Paul Delarue, ce livre ouvre l'âge d'or du conte en France. En 1881, Luzel rejoint les éditions Maisonneuve fondées par Sébillot. Au décès de Luzel, Anatole Le Braz récupère des milliers de notes manuscrites issues de son travail de collecte et les dépose dans une bibliothèque 25 ans après.

#### Paul Sébillot

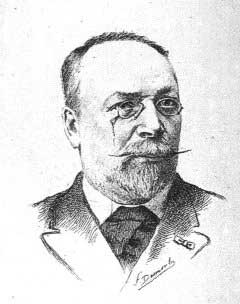
Paul Sébillot

Paul Sébillot (1843-1918), né à Matignon, découvre sa vocation de collecteur en 1860, en lisant Le Foyer breton de Souvestre. Il y redécouvre des contes entendus pendant son enfance, lorsque la bonne de sa famille, Vicente, s'occupait de lui. À l'époque, il n'existe aucun collectage en pays Gallo, la Haute-Bretagne étant considérée comme dépourvue d'une culture bretonne spécifique. Après des études dans la peinture, Sébillot rencontre Luzel dans le cadre de son militantisme républicain. Luzel lui transmet sa rigueur dans les collectages, consistant à noter scrupuleusement le lieu, la date et le nom du conteur. Il réalise ses premières collectes à partir de 1878, puis en 1880, décide d'en faire sa vocation. Au cours d'un dîner de chercheurs, il crée la Société des traditions populaires et la revue du même nom, en 1886. Cette revue devient un important média de publication d'études sur le folklore, de même que la maison d'édition qu'il crée, Maisonneuve. En plus de ses très nombreux collectages en Haute-Bretagne à la fin du XIXe siècle, rassemblant des centaines de récits, Sébillot fait l'inventaire des traditions populaires francophones. Traditions et superstitions en Haute-Bretagne paraît en 1882, suivi par trois recueils de contes populaires de Haute-Bretagne, entre 1880 et 1883. Les informations de collecte sont rigoureusement notées et ces récits respectent la langue orale. Dans ses préfaces, Sébillot témoigne de sa volonté de prouver que la littérature orale de Haute-Bretagne est aussi riche et intéressante que celle de Basse-Bretagne.

#### Anatole Le Braz
Anatole Le Braz (1859-1926) est un fils d'instituteur républicain, disciple d'Ernest Renan et de Luzel, ami de nombreux intellectuels de son époque. Militant très tôt pour la langue bretonne, c'est aussi un fervent féministe et le cofondateur du mouvement breton, en 1898. Charles le Goffic, vraisemblablement, le pousse à se tourner vers la matière de Bretagne vers 1883, alors qu'il vit à Paris. Ses Vieilles histoires du pays breton paraissent en 1892. Cependant, son chef-d'œuvre reste, à 34 ans, La légende de la mort chez les Bretons armoricains, publié en 1893, qui dévoile de très nombreux récits autour du personnage de l'Ankou en Basse-Bretagne. La quatrième et dernière édition, enrichie de nombreux autres collectages, paraît en 1922. Les autres collectages thématiques de Le Braz sont rassemblés notamment dans Le Chant de la Sirène,.

### Syncrétisme duXXesiècle

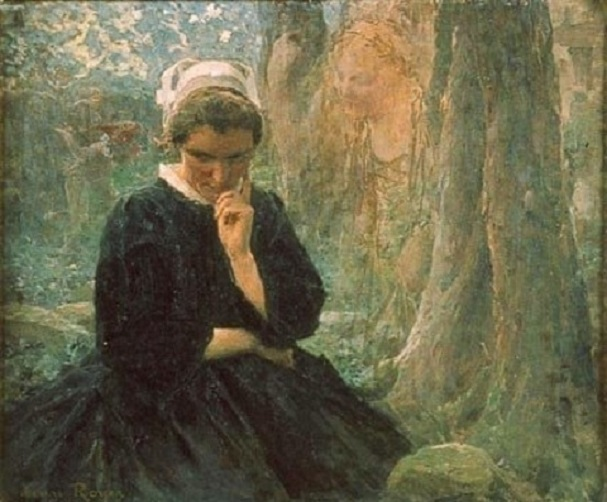
La clairière aux légendes par Henri Royer, huile sur toile, 1936. Conservé au musée des beaux-arts de Brest.

Dès la fin du XIXe siècle, la croyance aux créatures et personnages des légendes se raréfie en Bretagne. Lorsque Sébillot effectue ses collectages dans les années 1880, la plupart des personnes lui rapportent des histoires héritées de parents ou de grands-parents « qui y croyaient », mais ne croient pas elles-mêmes aux fées. Bon nombre de lieux liés aux fées et aux lutins tels que les étangs et des grottes disparaissent en raison de projets immobiliers ou d'aménagements du territoire. Dans les années 1930, Charles Le Goffic déclenche une polémique avec la parution (posthume) de son ouvrage de recherche Brocéliande, dans lequel il affirme que « Paimpont n'est pas Brocéliande, Paimpont est une réalité et Brocéliande est un mythe ». Il s'appuie notamment sur l'absence de ce lien dans la mémoire populaire des habitants de la forêt de Paimpont, l'« invention » du tombeau de Merlin et la remise en cause de l'étymologie liant le Brecilien du XVe siècle à Brocéliande. La légende arthurienne fait l'objet d'un conflit idéologique, les membres du parti national breton (et Yves Le Diberder en particulier) s'opposent à ces conclusions.
Cependant, le XXe siècle voit aussi la découverte du potentiel commercial des légendes bretonnes, entraînant un syncrétisme et la perte de leur richesse originelle. Les créatures du folklore breton, qui avaient autrefois des particularités selon chaque village, se mélangent entre elles. C'est l'époque où des aménagements commencent à mettre en valeur l'aspect légendaire de la Bretagne. Pendant la Seconde Guerre mondiale, l'abbé Gillard fait redécorer l'église Sainte-Onenne de Tréhorenteuc d'éléments rappelant la légende arthurienne. La sauvegarde écrite des mythes, légendes et contes de Bretagne laisse peu à peu place au marketing touristique. Certaines histoires dont les versions historiques ont disparu se trouvent « reconstituées » pour les besoins de l'identité bretonne, notamment celle de la ville d'Ys, que Guyonvarc'h et Le Roux qualifient de « catastrophe légendaire ». Ce phénomène s'accroît après 1968, avec la fixation du stéréotype breton dans la nature, la tradition et le folklore. Dans les années 1970, Jean Markale publie de nombreux livres autour du légendaire breton et celtique traduits dans plusieurs langues, notamment L'épopée celtique en Bretagne. Cela provoque de vives critiques des milieux universitaires, en particulier de la part de Christian-Joseph Guyonvarc'h, qui déplore l'accueil favorable reçu par ces ouvrages dans la presse généraliste et accuse leur auteur d'être totalement incompétent, voire de se moquer de son propre lectorat. Jean Markale et son éditeur sont également accusés de plagiat en 1989, avec la parution du Guide de la Bretagne mystérieuse issu d'un livre de Gwenc'hlan Le Scouëzec portant le même titre. Il a cependant vulgarisé la matière de Bretagne, la rendant accessible à un public nombreux.
La Bretagne est souvent qualifiée de « terre de légendes » depuis la fin du XXe siècle, en particulier dans les publications touristiques. Cette image est davantage le résultat des nombreux travaux de collectage et du zèle des éditeurs à défendre son identité culturelle, que la preuve d'une plus grande « concentration » de mythes et de légendes en Bretagne qu'ailleurs. Les collectages réalisés depuis la fin du XXe siècle sont rarement fiables, en raison notamment de l'influence des publications à succès. Le fonds légendaire breton a depuis fait l'objet de nombreuses études par des spécialistes (comme Christian-Joseph Guyonvarc'h et Françoise Morvan), et de rééditions (grâce aux éditions Terre de Brume, aux Presses universitaires de Rennes et aux éditions Ouest-France notamment). En parallèle, depuis la fin du XXe siècle, un certain engouement s'observe pour la religion et les rituels néo-païens, inspirés par les mythes celtiques. Le cinquième Grand Druide de la Gorsedd de Bretagne, Gwenc’hlan Le Scouëzec, admet les difficultés posées par la reconstitution de la religion pratiquée par les antiques druides celtes en l'absence de documents écrits : « Au début, les néo-druides ne savaient pas exactement ce qu’ils voulaient. Moi, j’ai tranché en faveur du côté païen. La tendance du druidisme, c’est le panthéisme, la tradition celtique est intemporelle ». Le nom de « légendes celtiques » est souvent utilisé à toutes les sauces, entre autres pour désigner le corpus breton, témoignant d'un certain retour de la celtomanie ou tout au moins d'une mode de la « celtitude ».

## Éléments mythiques, légendaires et folkloriques
L'essentiel des personnages et créatures des « légendes bretonnes » provient du folklore, et non d'une mythologie proprement dite. La Villemarqué signale le grand nombre de fées et de nains présents dans la poésie populaire bretonne. Certaines croyances sont communes à d'autres folklores, entre autres celle du génie familier (nommé arc'houere en breton), de la fée, de la sirène, du lutin et du géant.

### Ville d'Ys
La légende de la ville d'Ys (en breton Ker-Is, soit « la ville basse ») est la plus connue en Bretagne, voire dans toute la France. Cette histoire probablement issue du thème de la femme de l'Autre Monde dans la mythologie celtique a subi de nombreuses transformations, tant sous l'effet de sa christianisation qu'en raison des ajouts de conteurs et des altérations littéraires. La version la plus complète (et l'une des plus racontées) est celle d'Albert Le Grand (XVIIe siècle), très largement hagiographique et éloignée des thèmes de la mythologie celtique. Dahut y est une pécheresse impie symbolisant le mal, responsable par ses mauvaises actions (notamment pour avoir invité le Diable à la rejoindre dans son lit) de la submersion de la ville d'Ys. Son père Gradlon tente de la sauver de la noyade, mais l'homme de Dieu qui l'accompagne (saint Guénolé ou saint Corentin selon les versions) touche Dahut avec sa crosse (ou demande à Gradlon de la repousser), provoquant sa chute dans les eaux. Dans ces versions hagiographiques, le Saint est traité comme le personnage principal de la légende. Dahut, seul personnage véritablement « celtique » et originel de cette histoire, peut ne même pas être mentionnée.
Anatole Le Braz collecte des éléments permettant de rattacher Dahut à la mythologie celtique : la tradition populaire bretonne de la fin du XIXe siècle en fait une superbe et redoutable sirène ou Marie Morgane tuant les marins qu'elle rencontre, donc une créature de l'Autre Monde. Le roi Gradlon semble lui aussi avoir depuis longtemps sa place dans le légendaire breton, notamment en tant que fils de Conan Mériadec. La tradition situe son tombeau dans l'abbaye de Landévennec
Par la suite, les versions littéraires et théâtrales modifient un peu plus cette légende. D'après Françoise Le Roux et Christian-J. Guyonvarc'h, le personnage de Malgven, « reine du Nord » et mère de Dahut, ainsi que le cheval Morvarc'h ne sont que des inventions littéraires de Charles Guyot, au début du XXe siècle. C'est pourtant cette version de la légende de la ville d'Ys faisant intervenir Malgven et Morvarc'h qui est racontée comme étant la « version canon » depuis le milieu du XXe siècle, notamment par Jean Markale. 

### Légende arthurienne

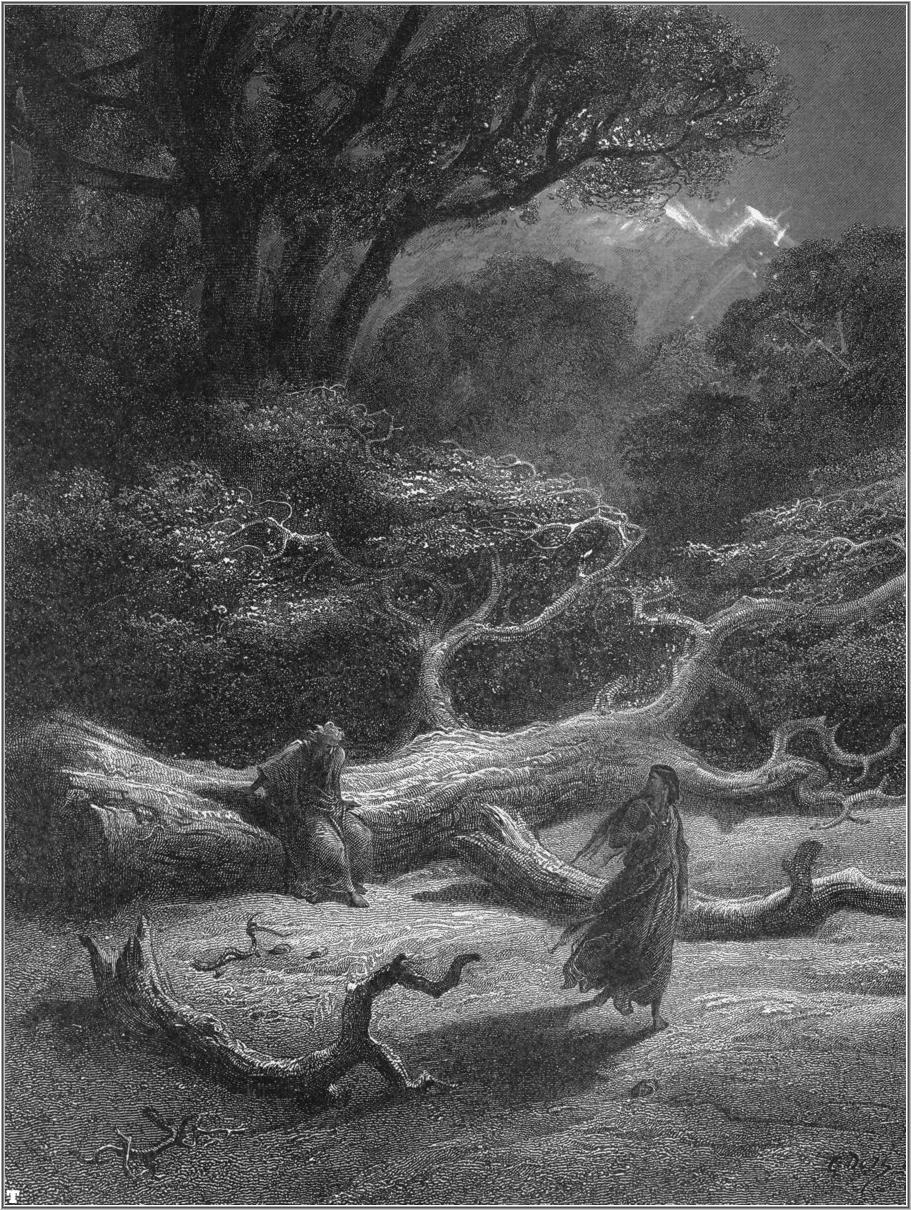
Merlin et Viviane dans la forêt de Brocéliande, d'après une gravure de Gustave Doré pour Idylls of the King.

La légende arthurienne en Bretagne est désormais indissociable de la forêt de Paimpont-Brocéliande, bien que cette dernière association reste contestée, et que des documents situent aussi des épisodes arthuriens ailleurs. Le couple formé par Merlin et Viviane pourrait être inspiré de celui du Dagda et de Bòann, dans la mythologie celtique. La fée Viviane aurait emprisonné Merlin quelque part dans la célèbre forêt. Selon la légende, Merlin la rencontre une première fois près de la fontaine de Barenton, en Brocéliande. La rivière Ninian, qui passe entre Josselin et Ploërmel, pourrait lui devoir son nom. Un conte populaire de Bain-de-Bretagne et une tradition locale du château de Comper citent également la fée Viviane. Quant à la fée Morgane, elle est surtout liée au Val sans retour et y serait à l'origine du rocher des faux-amants. Une tradition veut que le roi Arthur soit représenté sur le portail de l'église de Perros-Guirec, mais aucune preuve ne permet de le confirmer. Un récit complet le met en scène dans la Vita de Saint Efflam : d'après Le Braz, un dragon à tête humaine ravageait les alentours de Plestin-les-Grèves. Le roi Arthur tente plusieurs fois de le tuer, sans y parvenir. C'est le Saint qui parvient à dompter ce dragon en lui jouant un air de biniou. Arthur est par ailleurs crédité de l'abattage d'un dragon sur le Mont-Saint-Michel. Kaledvoulc'h situe le tombeau d'Arthur sur l'île d'Aval (par rapprochement avec Avalon).
Le célèbre enchanteur Merlin apparaît très tôt dans les documents écrits en Bretagne, notamment le cartulaire de Redon et un toponyme d’Augan au IXe siècle, puis deux textes prophétiques des XIIe siècle et XIIIe siècle. Dans le Dialog etre Arzur Roe d’an Bretounet ha Guinglaff en moyen-breton, Merlin est présenté comme un archétype d'être sauvage, sous le nom de « Guinglaff ». Gwenc'hlan pourrait aussi y avoir pris la place de Merlin. La Villemarqué publie le chant Merlin-barde, longtemps considéré comme un faux, mais qui semble bien provenir d’un cycle médiéval. Il reste possible au XIXe siècle de recueillir diverses chansons et contes sur Merlin, Hervé Le Bihan répertorie sept contes et récits datés de cette époque, qui sans constituer des textes en filiation directe avec la matière arthurienne médiévale, en sont des survivances. L'enchanteur apparaît sous les noms de Murlu, Merlu, le Satyre, Aerlin ou Merlik, et possède le pouvoir de divination,. Luzel recueille une tradition selon laquelle Merlin a fini sa vie au sommet du Menez Bré. Deux traditions plus récentes situent désormais le tombeau de Merlin en Bretagne. Une première veut qu'il soit emprisonné dans un chêne creux de Brocéliande, une autre dans le tombeau qui porte son nom, en forêt de Paimpont. La pointe de Penmarc'h est associé à la légende médiévale de Tristan et Iseut : c'est là que le roi Marc'h aurait accueilli sa promise, Iseut.

### Roi Marc'h
Le roi Marc'h est présent tant dans les textes médiévaux de la matière de Bretagne (le Tristan de Béroul), la mythologie cornique et les traditions orales bretonnes récentes. En Cornouaille bretonne, il influence nettement la toponymie locale. C'est un roi d'Armorique et des Cornouailles, dont l'originalité est d'avoir des oreilles de cheval, d'où son nom (marc'h signifie « cheval » en langue bretonne). Dans le conte collecté par Yann ar Floc'h en 1905, qui représente la plus longue tradition orale autour du personnage, le roi Marc'h tue sa monture par erreur en visant une biche blanche à l'arc. Sa flèche fait demi-tour, tuant Morvarc'h, son cheval. En représailles, Dahut fait pousser les oreilles et la crinière de Morvarc'h sur la tête de Marc'h. Le roi cherche à cacher cette difformité. Il fait appel à des barbiers pour raser son abondante crinière et les tue ensuite. Jusqu'au jour où il n'en reste plus qu'un. Dans la version de Béroul, le nain astrologue du roi finit par divulguer le secret. Dans la version de Yann ar Floc'h, le barbier a creusé un trou dans la terre, où pousse plus tard du roseau à l'origine de la fabrication du premier biniou. Marc'h s'enfuit, honteux, et se tue sur des rochers. Selon Gaël Milin, les oreilles équines dont est affublé le roi Marc'h ne sont pas une marque de honte (comme on l'a longtemps supposé par comparaison avec le mythe du roi Midas), mais une preuve de sa légitimité souveraine. Le symbolisme du cheval comme animal royal est en effet partagé par tous les pays celtiques.

### Ankou et autres personnifications de la mort

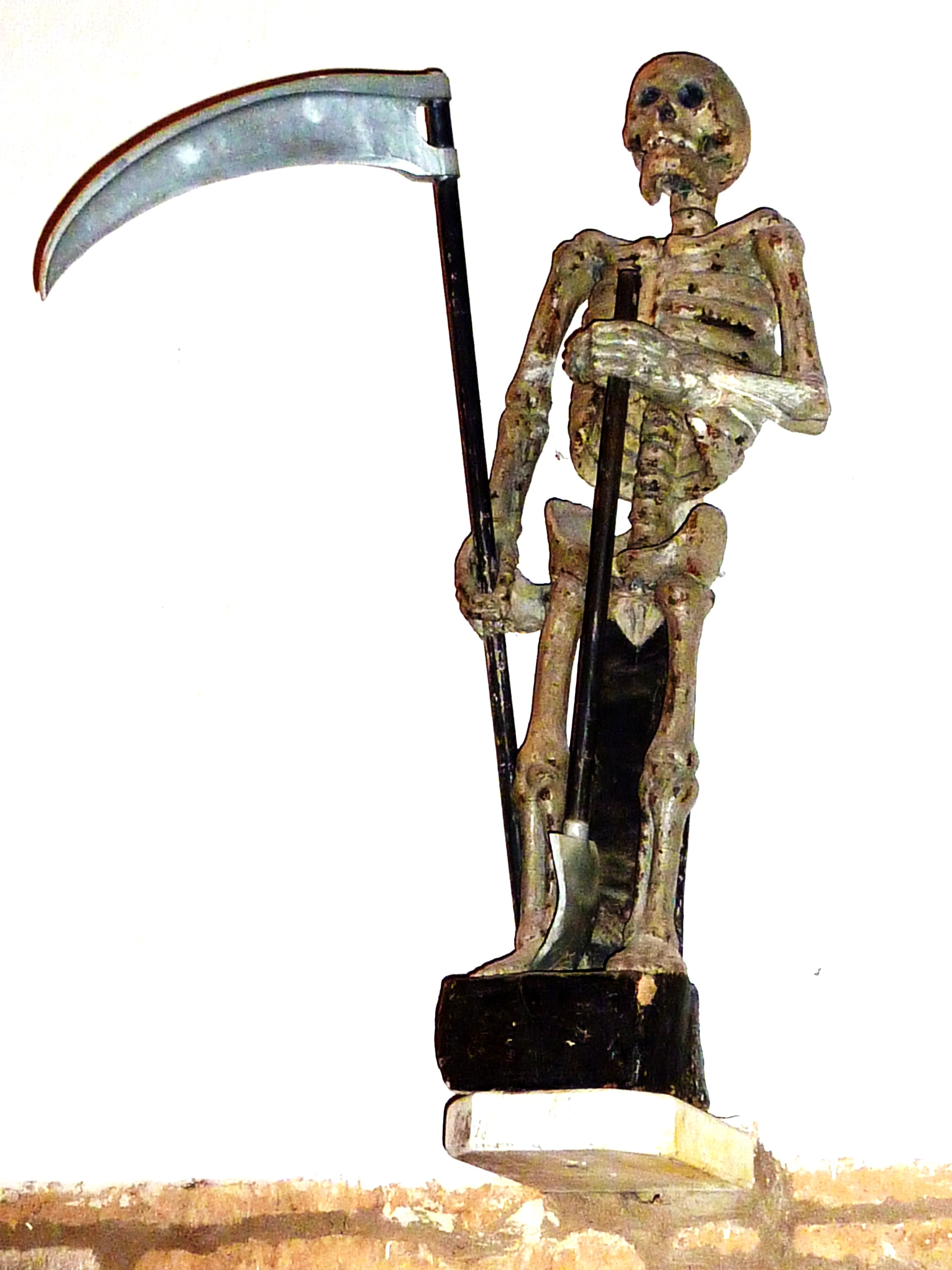
L'Ankou (ici, dans l'église paroissiale Saint-Milliau à Ploumilliau) personnifie la Mort en Basse-Bretagne.

L'Ankou est un personnage majeur des croyances bretonnes, révélant l'obsession que la mort a toujours suscitée chez les Bretons. C'est probablement l'un des plus anciens personnages de ce légendaire également, puisque d'après Léon Fleuriot, son nom apparaît déjà dans des gloses en latin au IXe siècle. Il peut être rattaché à la mythologie celtique grâce aux mentions selon lesquelles son arme n'était pas à l'origine une faux, mais un marteau ou un maillet. Cette caractéristique le rapproche du dieu celtique Sucellos et du Dagda, tous deux armés d'une masse, selon Claude Sterckx. L'Ankou est le sujet de très nombreuses sculptures en Basse-Bretagne, dont la plus célèbre est celle de Ploumilliau : il y est généralement représenté sous la forme d'un squelette, signifiant son lien avec la mort. Bien qu'il personnifie la mort, il n'en est que l'ouvrier ou le servant. Au XIXe siècle, il tend à se rapprocher de l'humain : Anatole Le Braz cite de nombreuses descriptions dans lesquelles ce grand personnage maigre porte un large chapeau, a de longs cheveux blancs et se vêt d'un manteau noir. Selon la croyance populaire, le premier ou le dernier mort de l'année dans une paroisse devient l'Ankou de la même paroisse pour l'année à venir. L'église a cherché à récupérer cette croyance, comme de nombreuses autres. L'Ankou est aussi le sujet de pièces de théâtre. Il se déplace dans une charrette (ou plus rarement une brouette) sans pièces métalliques, tirée par un à trois chevaux. Il se manifeste aussi par des intersignes, le plus connu étant le grincement inquiétant de sa charrette. Il est crédité du pouvoir de passer par les trous de serrure et les chatières pour faucher les âmes des morts.
Bien qu'il soit spécifique à la Basse-Bretagne, des croyances similaires autour de charrettes de la mort existent en Haute-Bretagne, comme l'attestent de nombreux toponymes. La croyance en l'Ankou a perdu de nos jours ses aspects effrayants, mais reste très vivace. Toujours selon Le Braz, les âmes des morts, anaon en breton, sont censées se regrouper dans la baie des Trépassés. À Belle-Isle-en-Terre, un chevalier rouge monté sur un palefroi de la même couleur qui lance des éclairs par le museau descendrait d'un bloc de granit avant de se lancer dans la rivière du Guic : celui qui le voit est certain de mourir dans l'année. Le Yeun Elez est censé abriter l'une des portes de l'enfer et voir déambuler les lavandières de nuit, l'Ankou, et d'autres créatures terrifiantes.

### Fées et femmes de l'Autre Monde
Les fées sont très nombreuses, particulièrement dans le pays gallo, en Côtes-d'Armor, le long du littoral d'Ille-et-Vilaine et en Bretagne intérieure, d'après Philippe Le Stum. Les raisons de cette croyance aux fées en Bretagne ne sont pas clairement établies, mais elles pourraient être les reliquats d'une société matriarcale ou une expression de terreur face à la féminité, selon Françoise Morvan.

#### Caractéristiques des fées bretonnes
Si quelques témoignages évoquent des fées laides et de petite taille, ou déguisées en vieilles, la majorité insiste sur leur très grande beauté, décrivant des visions de fées occupées à leur lessive, à étendre leur linge au soleil pour le faire sécher, ou à filer sur leurs quenouilles (à l'instar de récits similaires recueillis en Forez et dans le Dauphiné). Souvent, le linge, la laine ou le fil des fées sont d'une blancheur éclatante, une expression bretonne dit « blanc comme le linge des fées ». Ces créatures détiendraient de fabuleux trésors, venant en aide aux humains de multiples façons (pour les fées des houles). La croyance leur prête de nombreuses facultés de guérison, notamment à la fontaine enchantée du Cap Fréhel. En Haute-Cornouaille, effleurer une fougère poussant au-dessus d'un ruisseau fréquenté par les fées guérirait des maladies de peau. À Saint-Potan et à l'étang des Forges, une fontaine de Jouvence est fréquentée par une anguille-fée qui laisse entendre un chant mélodieux. Le respect porté aux fontaines, qui ne doivent jamais être souillées, est propre à la Bretagne. De même, les paysans bretons ont longtemps pris garde à ne pas défricher ou abîmer les lieux supposés habités par des fées : les chemins des fées, les ronds de fées, les terrains où pousse une plante des fées telle que l'aubépine. Ces lieux sont réputés nuire aux récoltes. Les fées bretonnes peuvent épouser des humains ou même se faire baptiser, mais la cérémonie (de même que le sel) les rend mortelles, ainsi que toute leur famille,. Cependant, de nombreuses histoires évoquent le manque de fidélité des hommes qui parviennent à en épouser. Dans ce cas, la fée se doit de se venger.
Les rôles attribués aux fées deviennent plus sombres avec le temps. Les fées des eaux, bénéfiques à l'origine, se confondent avec les lavandières de nuit et les ambivalentes dames blanches. Ainsi, une version de la légende des sept Saints attribue à une fée capable de se changer en biche blanche le fait d'avoir sauvé et nourri les sept enfants de son lait. Cette fée est également créditée d'une habitude propre aux lavandières de nuit, celle de tendre un linge aux passants qui la croisent, et de tordre les bras de ceux qui s'en saisissent pour les envoyer au fond de l'eau. Les récits au sujet de demoiselles ou dames blanches sont souvent flous et imprécis, témoignant de la diabolisation progressive de ces créatures.

#### Types de fées bretonnes

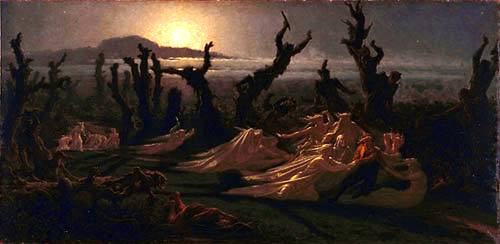
Les Lavandières de la nuit de Yan' Dargent, 1861, Huile sur toile,.

La Villemarqué assimile fées et lutins, puisqu'il décrit les korrigans comme les enfants des fées, et les korriganes comme les fées de Basse-Bretagne. Cependant, le mot breton pour « fée », « groac'h », désigne plutôt une créature maléfique, une fée dévoreuse souterraine ou sous-marine, parfois apparentée aux sirènes, souvent vieille et aux longues dents. La groac'h forme le type de fée le plus souvent mentionné en Bretagne, notamment sur les îles Glénan. Plusieurs fées champêtres des Côtes d'Armor, en Haute-Bretagne, sont connues sous le nom de Margot, déformation ou origine commune avec le nom de Morgane. Paul Sébillot les décrit comme foncièrement bénéfiques, toujours prêtes à rendre des services dans la maison ou à partager leurs remèdes : les souterrains du château de la Hunaudaye seraient le territoire de l'une d'elles. Ahès, une fée ou géante bâtisseuse à l'origine des chemins bretons qui portent son nom, est parfois confondue avec Dahut, la fille du roi Grallon. La Ch'wilostenn gozh, fée souterraine du Trégor, ne peut quitter sa demeure secrète qu'à midi ou à minuit. Les contes mentionnent aussi quelques femmes-cygne. Moins connue en Bretagne, la fée Mélusine aurait fréquenté le château de Fougères, un souterrain le reliant à celui des Lusignan.
La croyance aux sirènes est forte à la fin du XVIIIe siècle : selon Jacques Cambry : « Il est peu de marin sur cette côte qui ne dise avoir entendu le siflement, le cri de la sirène ». Contrairement à celles de nombreuses autres contrées, les sirènes bretonnes ont bonne réputation. Insouciantes et puissantes mais fragiles, elles se montrent bienveillantes envers les humains, tant qu'ils ne les blessent pas. Les Morgans ou Mari(e) Morgan(e) forment un autre groupe de fées aquatiques, apparentées aux sirènes : ils sont bien connus sur l'île d'Ouessant. Paul Sébillot collecte à partir de 1866 une cinquantaine de récits sur les fées des côtés nord de la Haute-Bretagne, connues sous le nom de Fées des Houles car elles vivent dans des cavernes en bord de mer, en groupe avec des mâles nommés féetauds, faitos ou faitauds, et de minuscules lutins guerriers nommés les Fions. Leurs occupations les rendent peu différentes des humains. Ces fées viennent en aide à ces derniers et se vengent s'ils leur manquent de respect. Métamorphes et clairvoyantes, les Fées des Houles passent sans peine de la Terre à la mer. Au contraire, les fées purement maritimes sont solitaires. Des « hommes de mer » sont mentionnés notamment en pays vannetais et peuvent emprunter certains traits du Korrigan, mais les attestations de fées mâles sont rares. Ces créatures, décrites comme frères ou époux de fées, semblent également moins puissantes. Les Dimezell-noz (demoiselles de nuit), apparentées aux fées, étalent leurs richesses sur des draps blancs. Elles font vraisemblablement la jonction entre fées bénéfiques et dames blanches. Les lavandières de nuit (également connues sous les noms de Kannerezed-noz et Gwalc'herezed-noz, soit laveuses de nuit) sont perçues comme des revenantes condamnées à laver sans cesse le même linge. Elles semblent remplacer les fées bénéfiques de nombreuses régions de Bretagne, sous l'effet de la diabolisation. Dans certains récits de lavandière, c'est Dieu qui leur impose cette pénitence. La première mention connue des lavandières remonte à Jacques Cambry (1798) : « Les laveuses ar cannerez nos, (les chanteuses des nuits) qui vous invitent à tordre leurs linges, qui vous cassent le bras si vous les aidez de mauvaise grace, qui vous noyent si vous les refusez, qui vous portent à la charité ; etc. etc. ».

### Petit peuple des lutins

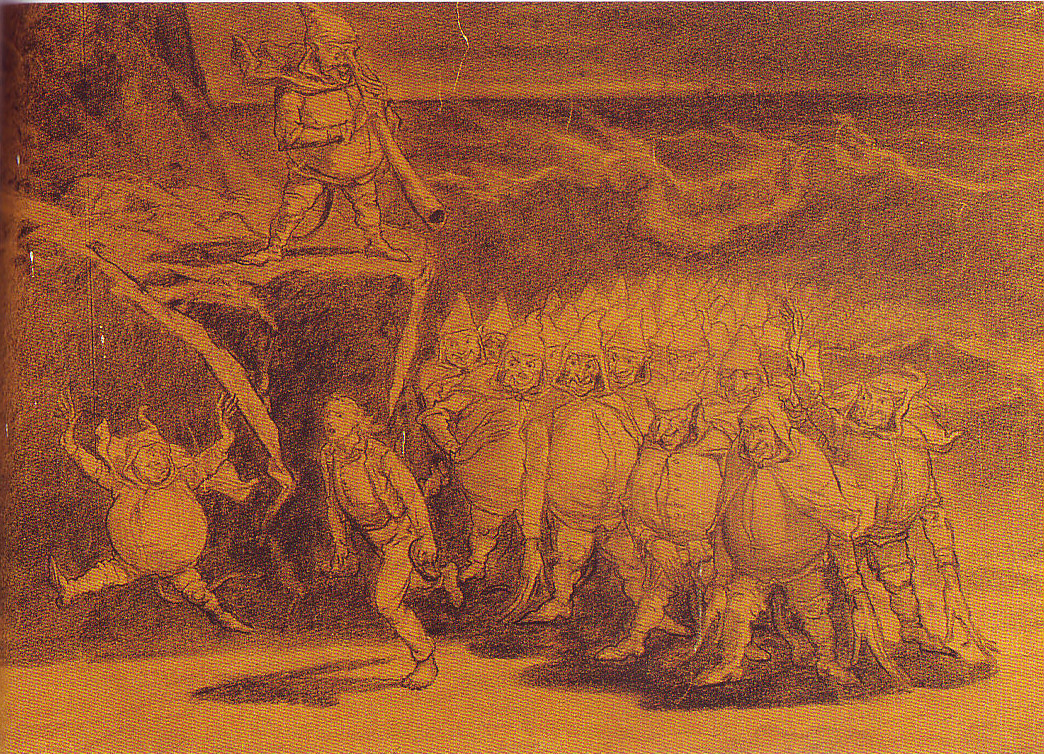
André la Chance et les esprits, dessin de Yan' Dargent pour Le magasin pittoresque, 1863

Les créatures du petit peuple, Re Vihan en breton, sont très nombreuses en Bretagne. La région est littéralement « infestée » de lutins. Des milliers de témoignages sont relatifs à ces petites créatures, communément distinguées par leur habitat,, avec des variantes linguistiques selon les régions.

#### Caractéristiques du petit peuple breton
Un taquin, coquin, mutin, mâtin, Mourioche est un vrai diablotin, plaisantin à rendre fou. Ici et là, il vole, apparaît, disparaît, se change en tout ce qui lui passe par la tête et fait mille et un tours, parfois drôles, parfois méchants, c'est selon.
Les lutins bretons sont « relativement sympathiques » selon Paul Sébillot. Ils participent efficacement à toutes les tâches ménagères et domestiques, calment les enfants, préparent les repas et s'occupent des chevaux en échange de « bons égards ». Ils jouent plus facilement des tours à ceux qui leur manquent de respect,, punissant l'avarice ou l'orgueil. Anatole Le Braz rassemble des témoignages à la fin du XIXe siècle et au début du suivant, une époque où chaque maison bretonne « a son lutin ». Des surnoms respectueux tels que nantrou (« monsieur ») ou Moestre Yan (« maître Jean ») leur sont donnés. D'après Sébillot, certains lutins bretons auraient été admis dans les églises de Basse-Bretagne. Collin de Plancy rassemble des témoignages concernant la disparition des boléguéans du tumulus de Saint-Nolff, où ils étaient autrefois des milliers :

« Cette désertion des boléguéans est un malheur pour la commune. Du temps qu'ils vivaient ici, qu'ils nous parlaient (car ils parlent le langage du peuple chez lequel ils habitent), qu'ils nous conseillaient, nous étions heureux, tout nous prospérait. Avions-nous perdu quelque chose, un couteau, une pièce de monnaie, un bouton, il nous suffisait de dire : Boléguéan, j'ai perdu tel objet ; et le lendemain, au lever du jour, on était sûr de trouver l'objet sur le seuil de sa porte. Nous manquait-il un bœuf pour traîner notre charrue, les boléguéans, toujours bons et obligeants, se faisaient un plaisir de nous en prêter un ; seulement il fallait demander en détail les parties principales de l'animal ; si l'on oubliait soit la tête, soit les pieds, soit la queue, ils nous le prêtaient sans tête, sans pieds ou sans queue. [...] »

— Jacques Collin de Plancy, Légende des esprits et des démons qui circulent autour de nous
Cependant, ces créatures très inconstantes peuvent faire preuve de « méchanceté » à travers leurs farces consistant à égarer les gens, les faire danser ou jouer d'un instrument jusqu'à épuisement, perdre le bétail et ennuyer (voire violer) les filles. Ils échangent aussi les enfants des humains avec leur changeling. Si la plupart des lutins sont liés aux pierres et au sol, certains sont aquatiques, tels les korandons de Bilfot, qui se promènent sur les falaises et ne parlent à personne. De même, les Fions, les Jetins et les Fois sont des lutins des côtes et de l'île de Batz, associés notamment aux fées des Houles. Ils vivraient dans des cavernes entre les rochers. En revanche, les Tud-gommon, des lutins de mer habillés de goémon, provoquent les naufrages des navires aux alentours de Tréguier. Les Tréo-Fall ou Danserien(n)-noz (danseurs de nuit) de l'île d'Ouessant invitent les passants à danser sur la falaise avec eux, en échange de fabuleux trésors. Le seul moyen de survivre à l'invitation est de planter un couteau dans le sol puis de le frôler à chaque rond de danse.

#### Types de créatures du petit peuple breton

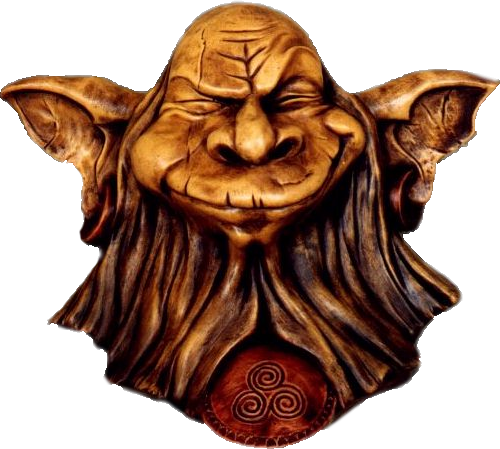
Représentation moderne du korrigan, ou « lutin de Bretagne ».

Le petit peuple peut être désigné par un très grand nombre de noms (en breton ou en gallo). Pierre Dubois et Paul Sébillot attribuent aux korikaned les bois, aux korils, courils, corrics, kriores, kéréores et kannerez-noz les landes, aux poulpiquets les vaux, aux teuz les prés, aux boléguéans les tumuli, aux hoseguéannets les cercles de pierres et aux boudics (variante boudig, soit « petit être »), boudiguets et bouffon-noz les fermes. La Bretagne connaît aussi des fadets et farfadets (comme le Maneger-noz, « gantier de nuit » qui emmêle les crins des chevaux), des duz, korrigs (Cornouaille, sud-ouest du Léon, îles Molènes et Ouessant), komaudons, fomiquets, chorriquets, dornegans, hozigans ou nozigans (pays vannetais), garlandons (Trégor), korandon, kornandons, korlandons (Basse-Bretagne), kornigans (littoral sud), kourrikans (pays de Guérande, "kourrikan" est la prononciation en breton de Guérande de "korrigan"). Le korrion de Carnac aurait érigé les fameux mégalithes. Le nom « follet » (et sa variante « folliard ») est utilisé en Haute-Bretagne, tandis que le follig de Bréhat aurait disparu de cette île avec le dernier des chevaux. Les viltansou du Bas-Léon forment une famille de lutins exhibitionnistes, qui jouent des tours aux ménagères. Au fil du temps et sous l'effet du syncrétisme, ces créatures jadis distinctes sont venues à être toutes désignées sous l'unique nom de « korrigan ». Le nom « korrigan » est en réalité très peu utilisé historiquement en langue bretonne, et uniquement dans le pays vannetais. Des attestations de gobelins (gobilins, en breton) existent à Grand-Champ et dans le pays de Saint-Brieuc, tandis que le nain mineur (dit « petit mineur »), qui prévient les hommes des dangers des mines, est attesté à Pont-Péan et Huelgoat. Un emprunt au français, lutun (lutin), est également employé un peu partout en Bretagne. Paul Sébillot rassemble en 1882 des histoires à propos du lutin farceur et métamorphe Mourioche.

### Géants

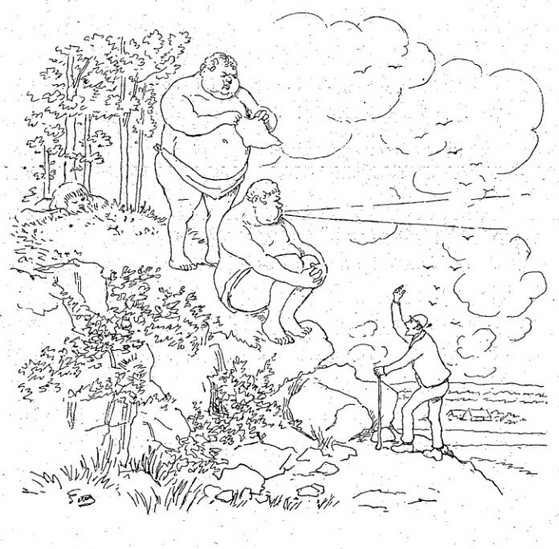
Illustration de Léonce Petit pour le conte « Norouas » dans les Contes de terre et de mer de Paul Sébillot, 1883.

Les croyances bretonnes font aussi mention de géants, mais beaucoup plus rarement que de fées et de lutins. Les romans médiévaux citent des géants au Mont-Saint-Michel et à Guérande, où Guédon opprimait les habitants selon le Roman de Mélusine. Gavr, Gawr, Gevr ou Gevrel est le nom d'un géant à qui l'on devrait différents toponymes de Plonevez-du-Faou et Huelgoat. Romp et Ronfl s'associent à des monuments mégalithiques. Les géants des croyances bretonnes sont généralement redoutables, maîtrisant la magie au point de pouvoir enfermer leur âme loin de leur corps, ce qui les rend presque invulnérables. Amateurs de chair humaine et voleurs de bétail, ils enlèvent des femmes et métamorphosent leurs ennemis, ce qui explique la relative cruauté des hommes parvenant à vaincre un géant. Hok-Bras, beaucoup plus amical, appartient à une tradition de Basse-Bretagne recueillie par Ernest du Laurens de la Barre. Il a le pouvoir de changer de taille à volonté, au point d'attraper la Lune entre ses dents. Rannou, un autre bon géant et fervent chrétien, n'écrase des femmes sous un rocher que pour se venger de leurs médisances. Comme de nombreuses régions de France, la Bretagne compte également des traces du géant débonnaire Gargantua, permettant de rattacher la région à la notion de mythologie française.
Les vents sont réputés être soufflés par des géants anthropophages (notamment Norouas), qui peuvent parfois faire preuve de bonté envers les humains. Les croyances bretonnes comptent aussi des ogres, en particulier Goulaffre, un amateur de pieds de chrétiens connu entre autres dans le Vannetais. Les ogres se montrent plus stupides que foncièrement mauvais. Ils commandent à d'autres créatures fantastiques (aigles, chiens...), qui les aident à capturer leurs proies.

### Loups-garous, animaux et dragons
Le loup-garou est présent à travers notamment le lai de Bisclaveret, et une tradition de Saint-Thégonnec, disant que les bois aux alentours de la commune étaient habités par une meute de lycanthropes. Les loups-garous ont des activités normales pendant la journée, où ils ne peuvent être distingués des autres gens. Ils se transforment la nuit, et peuvent être reconnus au fait qu'ils sont de mauvais Chrétiens. Différents « chevaux du Diable » tentent les passants de les enfourcher, pour essayer ensuite de les tuer,. Le cheval Mallet est attesté en Haute-Bretagne et le Marc'h Melen en Basse-Bretagne. Le poulain Fersé de Haute-Bretagne, lutin métamorphosé, est inoffensif et réclame sa bride à qui la lui a volée. Le conte du taureau bleu, l'un des contes populaires bretons les plus connus, met en scène un vieux taureau serviable et magique qui vient en aide à une jeune fille maltraitée. Le Kole Brizh (taurillon pie), le Tarv Garv (taureau rude, pays vannetais) et le Bugle (à Châteauneuf) sont au contraire de dangereux taureaux qui renversent ou emportent ceux qu'ils croisent, tandis que le Colle Porh-en-dro de Carnac, créature métamorphe pouvant prendre de très nombreuses formes, se contente de jouer des tours. En Haute-Bretagne, la bête de Brielles s'en prend aux habitants et aux passants en bloquant les ponts ou en mordant. Le Biherou d'Étrelles lui est comparable. Une biche blanche hanterait les landes de Kerprigent. Le chat d'argent, bête infernale magique que seuls les sorciers pourraient convoquer, est connu notamment à Belle-Isle-en-Terre. Le dragon est présent dans l'hagiographie de certains Saints bretons, en particulier saint Armel, qui aurait vaincu la Guibre près de Ploërmel au Ve siècle.

### Autres créatures

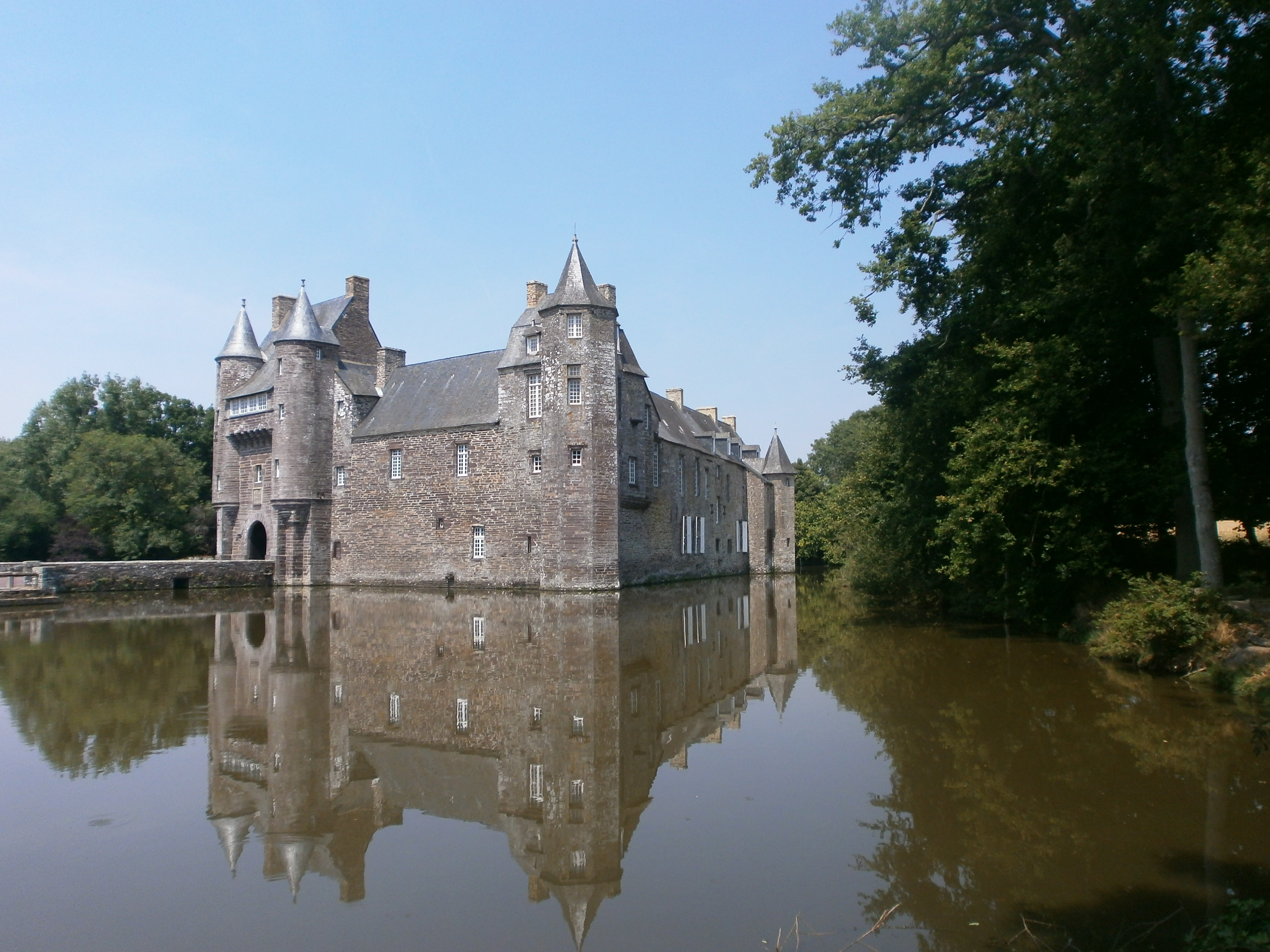
Les alentours du château de Trécesson seraient hantés par une dame blanche.

La nuit peut entraîner des rencontres avec les Ankelc'her (encercleurs, ensorceleurs), Tan-noz, Keler ou Kilher, qui égarent l'homme avec une lumière tout comme le feu follet dit Letern-noz (lanterne de nuit) et les Goulou-noz, des mains qui tiennent un cierge au-dessus des eaux stagnantes dangereuses. Les Begoù-noz (bouches de nuit) viennent répéter les paroles prononcées sur l'île de Sein. La Bretagne connaît plusieurs êtres du cauchemar : le Bom-noz (charmeur ou ensorceleur de nuit), le Boufon-noz (maltraiteur de nuit), le Moustrerig et le Mac'herig-noz. Le Laer Douar (voleur de terre) ou Bonnour (borneur) parcourt les chemins creux la nuit, chargé de pierres : il s'agit de l'âme damnée d'une personne qui, de son vivant, a tenté d'agrandir ses terres en déplaçant le bornage. Le Bugul en aod (berger de la côte) hante l'île d'Arz, et coupe les amarres des bateaux. La Maouez-noz (femme de la nuit) ne s'en prend qu'aux femmes qui travaillent de nuit, en entrant dans les maisons. Le nom de Paotr désigne de nombreuses créatures réputées pour hanter un lieu particulier. Le Skoul est une variété de croquemitaine, censé voler l'énergie vitale.
La dame blanche, un personnage surnaturel présent dans le folklore populaire de nombreuses régions y compris à l'époque moderne dans la légende urbaine des auto-stoppeuses fantômes, est également présente en Bretagne, notamment au château de Trécesson, à Châteaubriant et Châteaugiron. Le château du Guildo serait hanté par Gilles, frère du duc de Bretagne. Assez proche et vaguement décrit, le Skouer est un fantôme nocturne.

#### Appeleurs et crieurs
Les nuits bretonnes sont hantées par toutes sortes de créatures de type appeleur ou crieur, le plus souvent assimilées à des lutins, dont la particularité est de pousser des cris pour effrayer les gens ou les avertir d'un danger. Le Hop ar noz, Hop(p)er-noz (crieur ou héleur de nuit), C'hwiteller-noz (siffleur de nuit, en Haute-Bretagne) ou encore houpou (en Haute-Bretagne) interpelle l'imprudent égaré par un sifflement. Celui qui se risquerait à y répondre serait confronté à la créature après trois réponses. Le Gwrifer de haute-Cornouaille peut également prendre l'apparence d'un animal domestique. Le Beker-noz (bêleur de nuit) et le Binioù-noz (cornemuse de nuit) sont moins dangereux, puisqu'ils se contentent, le premier de bêler comme une chèvre, le second d'imiter le son d'un biniou à minuit. Le Pilour-lann (broyeur d'ajoncs) du pays vannetais frappe le pignon des maisons avec un maillet de bois. Ian an ôd (Jean du rivage), Pautre penn-er-lo, le Begul en aod ou encore le Colle porh-en-dro imitent les cris de personnes qui se noient pour attirer les humains dans l'eau, ou bien mettent des gens en confiance avant de les pousser à se noyer. En revanche, le Diaoul ruz (diable rouge) d'Ouessant et les Chouerien Porzhenn (crieurs de Porzhenn) de Plogoff avertissent les marins des tempêtes et autres coups de vent, en leur disant d'amarrer leurs bateaux.

#### Bugul-noz
Le Bugul-noz (berger de la nuit en breton vannetais) ou bugel-noz (enfant de la nuit), est une créature nocturne du pays vannetais, proche du lutin et du loup-garou, connue pour se présenter sous la forme d'un berger métamorphe portant un large chapeau. Il est mentionné depuis le XVIIe siècle et peut-être issu des créatures du type appeleur. La tradition populaire parle de la crainte qu'il inspire, et des moyens de s'en protéger. Il aurait pour fonction, selon Walter Evans-Wentz et Pierre Dubois, de prévenir les bergers attardés de l'arrivée des hordes nocturnes, et de les pousser à regagner leur foyer,. Les mères bretonnes effrayaient jadis leurs enfants en l'évoquant. Yves Le Diberder a recueilli plusieurs anecdotes dans le Kemenet-Héboé, le Porhoët, et dans la presqu'île de Rhuys en 1912.

### Personnes et personnages mythifiés

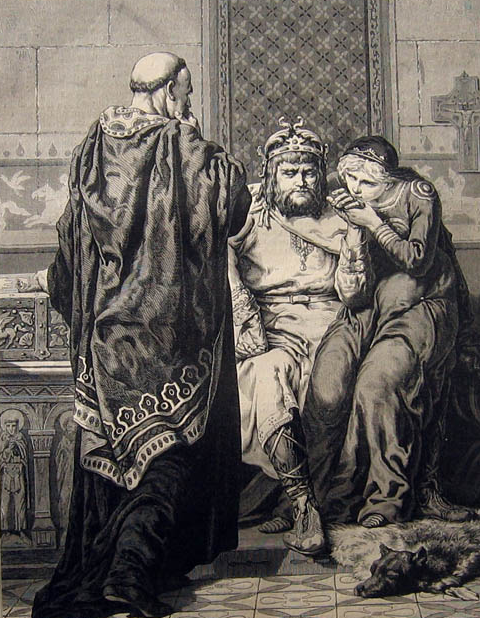
Morvan Lez-Breizh, le « premier roi d'une Bretagne unifiée », vu par Évariste-Vital Luminais dans Le Monde illustré, 1875.

Une particularité des croyances en Bretagne réside dans la présence de nombreuses personnes et personnages mythifiés, à l'historicité douteuse. Ces personnes et personnages ont tous joué un rôle dans la formation de l'identité bretonne. Gwenc'hlan ou Gwinklan, cité par La Villemarqué comme l'auteur d'une gwerz, serait un prophète de l'Antiquité. Popularisé grâce à un chant du Barzaz Breiz, il présente des points communs évidents avec Merlin, dont il pourrait être l'un des avatars. Brutus de Bretagne et Conan Mériadec participent à un mythe des origines. Le premier est cité dans l’Historia Brittonum du IXe siècle, attribuée à Nennius, puis dans l’Historia regum Britanniae de Geoffroy de Monmouth, et son mythe se perpétue sur six siècles. Sa source n'est pas du tout armoricaine ni bretonne, elle est à rechercher dans l’Énéide de Virgile. Ces deux personnages sont présentés comme historiques à l'époque du duché de Bretagne, légitimant les grandes familles nobles. La diffusion de leur mythe concorde avec les menaces sur l'indépendance du duché. Morvan Lez-Breizh, premier roi de la Bretagne unifiée dont l'existence historique semble hors de doutes, est l'objet de mythes nationalistes rappelant celui du roi Arthur, disant qu'il reviendra pour chasser les « Galls ».
Un exemple plus récent de « légendarisation » bretonne est celui de l'abbé Placide-Marie Le Guillermic, dit Tadig Kozh, qui était vraisemblablement un grand thaumaturge de son vivant, au milieu du XIXe siècle. Il a été transformé par l'imagination populaire en un personnage doué de pouvoirs surnaturels : lui sont attribués les pouvoirs de dompter les fantômes, d'enfermer les mauvaises âmes dans le corps d'un animal et de sauver celles des morts,.

## Analyse

### Ancrage dans le territoire

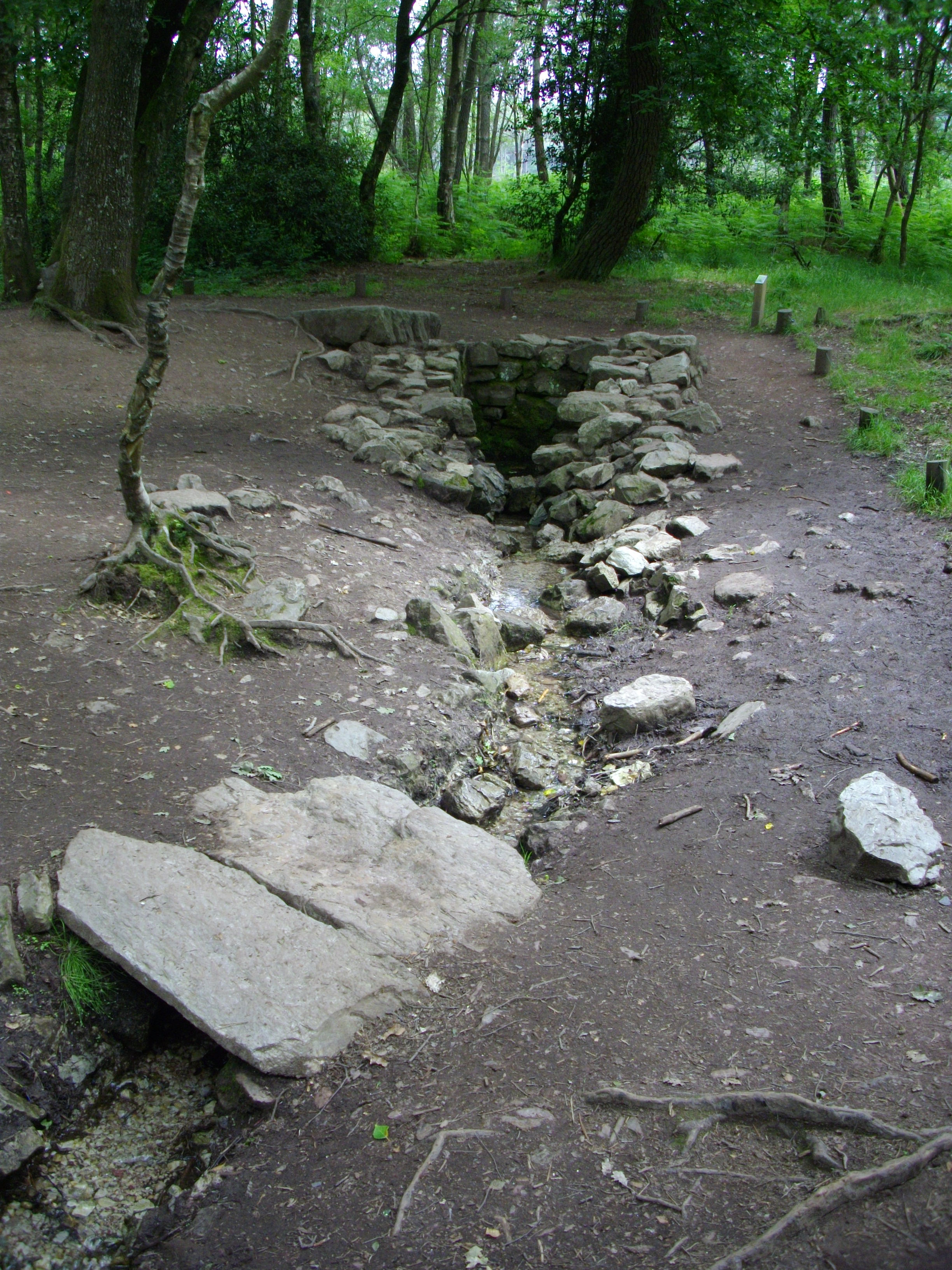
La fontaine de Barenton est revendiquée par les Laval dès 1467

La Bretagne, souvent qualifiée de terre de légendes, serait propice d'après Gwenc'hlan Le Scouëzec à un « ésotérisme celtique » : pour le cinquième Grand Druide de la Gorsedd de Bretagne, cette terre suscite une sensation de présence du sacré immédiate, et symbolise un lieu de passage vers l'Autre Monde. Plus simplement, pour la philosophe Claire de Marmier, le besoin de merveilleux naît de l'éveil de l'imagination au contact de la nature. Dans son ouvrage Hauts lieux de légende en Bretagne, Stéphanie Vincent répertorie 43 sites bretons liés à une ou plusieurs légendes plus ou moins christianisées.

#### Imaginaire des pierres, des montagnes et des mégalithes
Le minéral est lié aux géants (qui vivraient dans les pierres), à des rois tels Morvan qui dormirait sous des pierres, et surtout aux korrigans dont il forme l'habitat favori. Les Jetins, lutins cavernicoles, jetteraient de gigantesques pierres aux passants, ce qui explique la présence de ces rochers au milieu des champs. Plusieurs récits évoquent aussi une lutte entre le petit peuple et les géants. Les mégalithes dits « tombeaux de géants » attestent de la victoire des premiers grâce à leur ingéniosité, opposée à la force brute des seconds. La pointe de Dinan compte de longs rochers couchés, figurant des géants vaincus. Des géants sont cependant cités pour origine de multiples toponymes, des monts d'Arrée au château du Rusquec à Plonévez-du-Faou. Le géant le plus influent sur la toponymie bretonne est Gargantua, qui en plus d'avoir vomi la pointe de la Garde-Guérin et jeté nombre de menhirs dans toute la Bretagne, aurait uriné la rade de Paimbœuf (ainsi que trois étangs), et déboisé le cap Fréhel. Le Ménez-Hom serait hanté par les Moines Rouges, fantômes de Templiers gardant leur trésor caché dans le cratère
« Maison des fées » ou « maison des korrigans » est un surnom communément attribué aux dolmens dans toute la Bretagne. Des fées les auraient amenés ou bâtis, parfois pour y vivre. Le plus connu de ces mégalithes est l'allée couverte dite de La Roche-aux-Fées près d'Essé (35). Le cairn de Barnenez, l'allée couverte de Commana, l'ensemble de Quélarn, le tumulus de Treffiagat, l'allée couverte de Kermaout forment autant de mégalithes que la tradition dit habités par des lutins. À l'origine, les mégalithes semblent avoir eu un rôle dans des croyances mortuaires, symbolisées par les représentations de haches sur certains d'entre eux. Un dieu local d'origine indo-européenne était peut-être crédité du pouvoir de vie et de mort, dispensé avec ce type d'arme. L'imaginaire breton s'est probablement réapproprié les mégalithes de Carnac à travers des récits de Saints arrivant sur des bateaux de pierre ou portant des autels de pierre, avec un rapport à l'imaginaire de l'eau car ces menhirs se mettraient à bouger pour gagner la mer à minuit pendant Noël et le jour de l'an. Ces croyances sont proches de celles que les Irlandais lient à Brú na Bóinne.

#### Imaginaire de l'eau

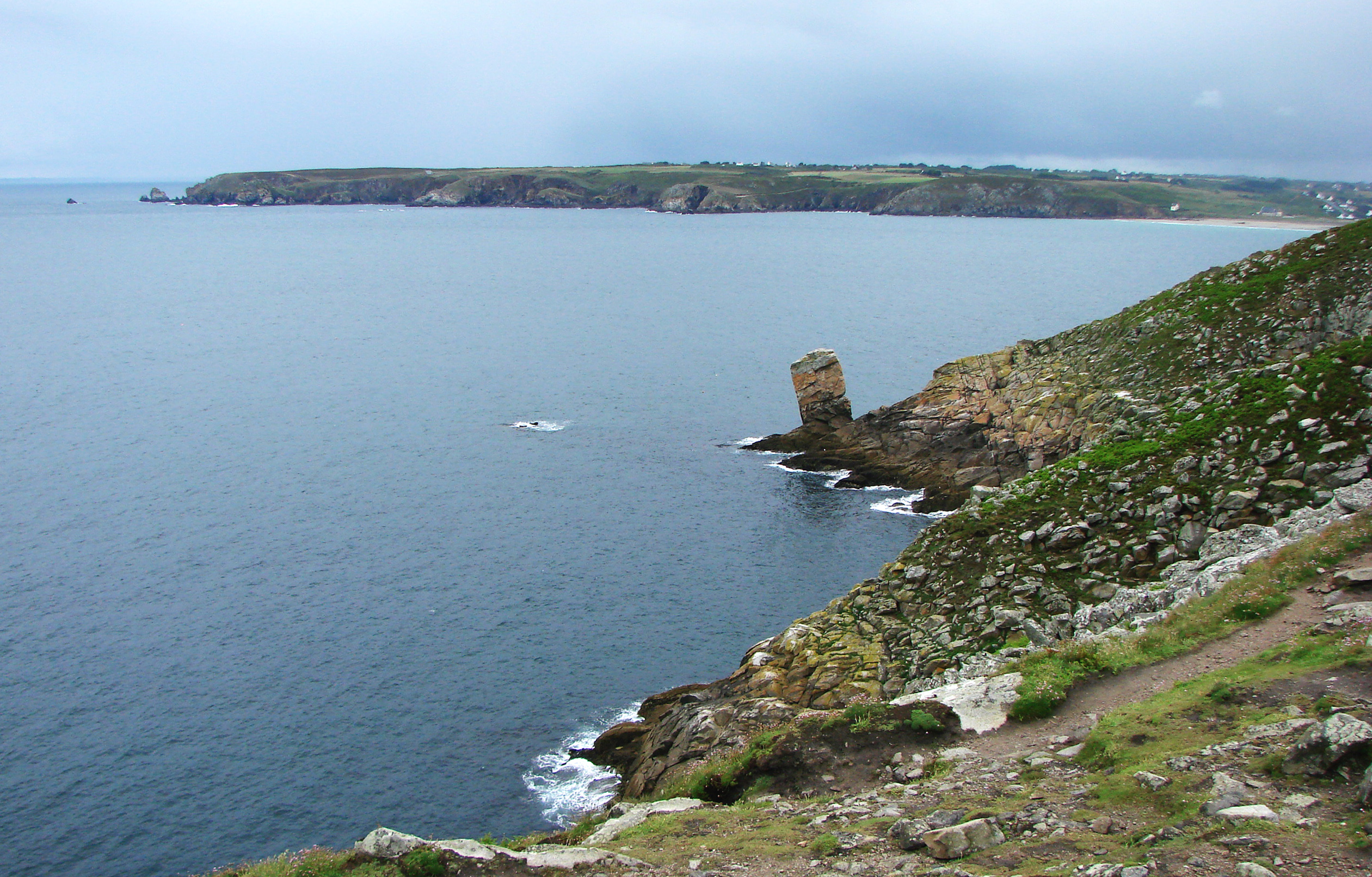
La baie des Trépassés vue depuis la pointe du Raz.

On s'attendrait à trouver de nombreuses mentions de la mer dans les légendes bretonnes du Moyen Âge, cependant la matière de Bretagne n'en fait aucune mention (à l'exception notable de Tristan et Iseut), limitant ses évocations de l'eau à quelques lacs. Cette particularité est le reflet d'une vie essentiellement « près de la terre » à l'époque. L'eau et la mer sont en revanche très présentes dans les récits de croyances plus tardifs. La Bretagne compte de nombreuses « fontaines aux fées ». Le culte des fontaines a pris une importance considérable, ces eaux sont devenues partout l'objet de rites. Ce fait, commun à d'autres régions, semble découler de la nature même de l'eau : il est possible de la boire et, en l'absorbant, de s'approprier les qualités magiques dont sont créditées les fontaines. Comme dans tout l'espace celtique, la Bretagne révèle un schéma d'héroïsation (dans les textes hagiographiques) qui implique une traversée d'eau, symbole de frontière avec l'Autre Monde.
Les animaux se retrouvent très souvent dans l'imaginaire aquatique, en particulier le cheval : les rivières sont comparées à ce dernier ou à des chèvres, probablement en raison de leur côté bondissant. Des chevaux auraient découvert des sources, en particulier en Loire-Atlantique. Les vagues de la mer rappellent aussi cet animal, plusieurs expressions liées au cheval dans la culture bretonne l'attestent : Ar Gazek Klanv, la jument enragée ; Ar Gazek Gwen, la jument blanche ; Ar Gazek C'hlaz, la jument bleue qui mène les poissons ; Ar Marc'h Hep Kavalier, le cheval sans cavalier ; Ar Marc'h Hep e Vestr, le cheval sans son maître, sont des surnoms pour désigner les vagues. On trouve aussi des mentions de basilics, dragons et poissons-fée.
L'eau présente une nette association avec la mort. Le légendaire de la baie des Trépassés compte fantômes et vaisseaux fantômes, la baie est connue pour accueillir les âmes des naufragés. Par ailleurs, le phare de Tévennec est réputé hanté. La côte des Abers est le théâtre de nombreuses légendes de naufrageurs.
La ville d'Ys a été localisée au large de la baie de Douarnenez et l'on y entendrait encore ses cloches sonner les heures depuis le fond de la mer. Selon Jean Balcou, aucun breton ne remet son existence en doute. De même, l'île d'Avalon a été assimilée à l'île d'Aval, dans les Côtes d'Armor.

#### Imaginaire de la forêt
- Bréchéliant, c'est Brocéliande, n'est-ce pas ?
 - Oui, le royaume des fées, notre forêt sacrée. Le nemeton par excellence [...]
La première revendication du placement de la forêt de Brocéliande et de la fontaine de Barenton dans la forêt de Paimpont remonte à une charte signée en 1467, mentionnant la forêt de « Bréchéliant ». Cependant, cette géographie légendaire est surtout défendue depuis le XIXe siècle, avec l'ajout d'autres lieux liés aux légendes arthuriennes, le Val sans retour, le tombeau de Merlin et l'Hotié de Viviane. La sanctuarisation de Brocéliande doit beaucoup aux écrits de Félix Bellamy, à l'arrivée du XXe siècle. Au milieu du XXe siècle, l'église Sainte-Onenne (dite église du Graal) est venue s'ajouter à ces sites légendaires. Paimpont-Brocéliande est associée à la fée Viviane, la fée Morgane, Merlin et Lancelot du Lac, que Chrétien de Troyes dit originaire de la Bretagne. Cependant, le tombeau (ou le château) de Lancelot est plutôt placé dans la forêt de Landerneau. La localisation de Brocéliande en forêt de Paimpont est désormais très largement acceptée par l'opinion populaire, bien qu'elle fasse toujours débat chez les chercheurs. Certains postulent que Brocéliande aurait plutôt sa place dans la forêt de Lorge, près de Quintin. Aucun élément archéologique ne permet d'assimiler Paimpont à Brocéliande avec certitude, il n'existe aucune preuve que Brocéliande existe ailleurs que dans les témoignages de ceux qui l'ont visitée. Rechercher l'existence des personnages de la légende arthurienne dans la forêt de Paimpont s'apparente davantage à un acte de foi.
L'association de cette partie de la Bretagne intérieure avec la légende arthurienne fait l'objet d'une forte valorisation depuis le milieu du XXe siècle, incluant la création de rues et de commerces qui utilisent des noms arthuriens. Depuis 1990, le site héberge aussi le Centre de l'imaginaire arthurien (au château de Comper), qui rassemble les passionnés du cycle arthurien sous toutes ses formes d'expressions, de la mythologie celtique à l'héroïc-fantasy. Cela a permis d’accroître le nombre de visiteurs en forêt de Paimpont et de dynamiser des communes comme Tréhorenteuc et Paimpont, victimes de l'exode rural. Le site est vu par ses nombreux visiteurs comme une forêt sacrée peuplée de fées, propice à des pratiques spirituelles et néo-druidiques. Cet état de fait a provoqué un rejet de l'identité arthurienne chez quelques Bretons, qui la considèrent (à tort) comme factice. L'arrivée de milliers de visiteurs attirés par les cultes païens dans Brocéliande suscite la méfiance. Plusieurs témoignages font état de rituels néo-païens ou de messes noires impliquant allumages de feux, utilisation de bougies colorées, et sacrifices d'animaux. Des conflits sont fréquents entre les Bretons qui bénéficient de la présence de ces milliers de visiteurs (commerçants, guides touristiques...), et les agriculteurs ou propriétaires terriens locaux qui estiment pâtir de leur passage.
La forêt de Huelgoat, moins visitée que celle de Paimpont, est elle aussi considérée comme habitée par des fées et d'autres créatures. Sa vocation touristique remonte au début du XXe siècle. Son chaos de rocher a fait sa célébrité. Elle possède aussi une géographie arthurienne, puisque cette forêt héberge le camp et la grotte d'Artus (Arthur)

#### Imaginaire du ciel et des astres

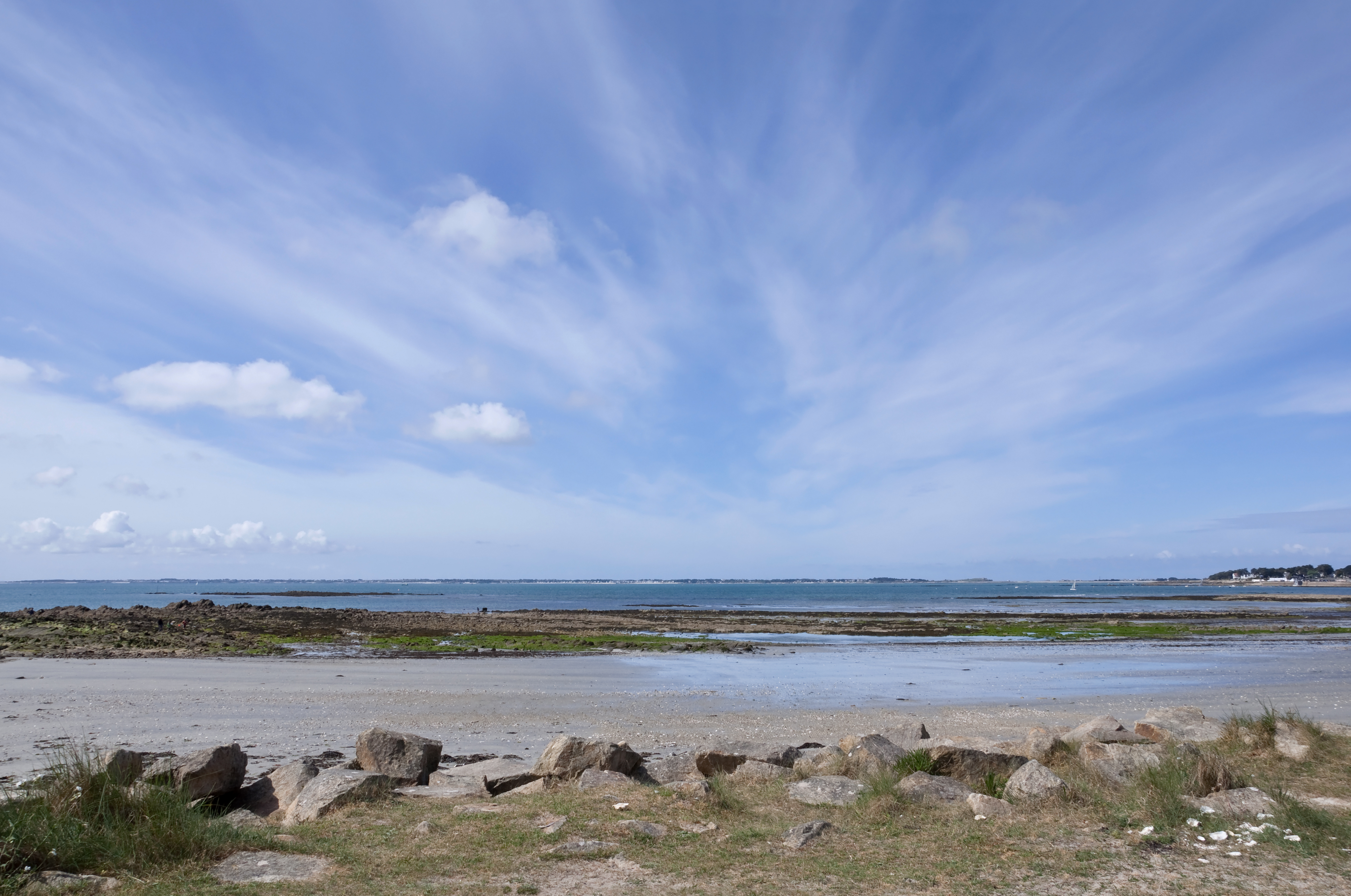
Ciel et bord de mer en baie de Quiberon.

L'imaginaire du ciel, moins étudié, n'est connu que depuis la fin du XIXe siècle et la fin du suivant par des collectages de Daniel Giraudon. Il contient de ce fait beaucoup d'éléments christianisés. Les Bretons conçoivent deux ciels : un religieux comme territoire de Dieu et des Saints, et le ciel atmosphérique. Une peur gauloise bien connue chez les Armoricains (notamment grâce à sa mention dans les bandes dessinées d′Astérix) serait que le ciel leur tombe sur la tête. Elle se matérialise peut-être encore jusqu'au début du XXe siècle par la grande crainte des orages et de la foudre (manifestation divine ou diabolique), et l'existence de très nombreux rituels religieux ou magiques destinés à s'en protéger. L'une des traditions célestes les plus anciennes semble être celle qui attribue à un cheval la traction du soleil et la venue du ciel bleu. Le soleil est valorisé et bénéfique, souvent gratifié de prénoms. Il devient aussi un personnage des contes. La lune est vue au contraire comme son inverse ou son pendant, associée aux loups, aux renards et bien évidemment à la folie et la métamorphose en loup-garou. L'image qu'elle renvoie serait celle d'un voleur d'ajonc pris en flagrant délit, ayant parjuré en disant « que la lune m'engloutisse si je mens ». D'autres traditions bretonnes y voient un voleur, un Diable ou le juif errant.

### Mythologie comparée et interceltisme

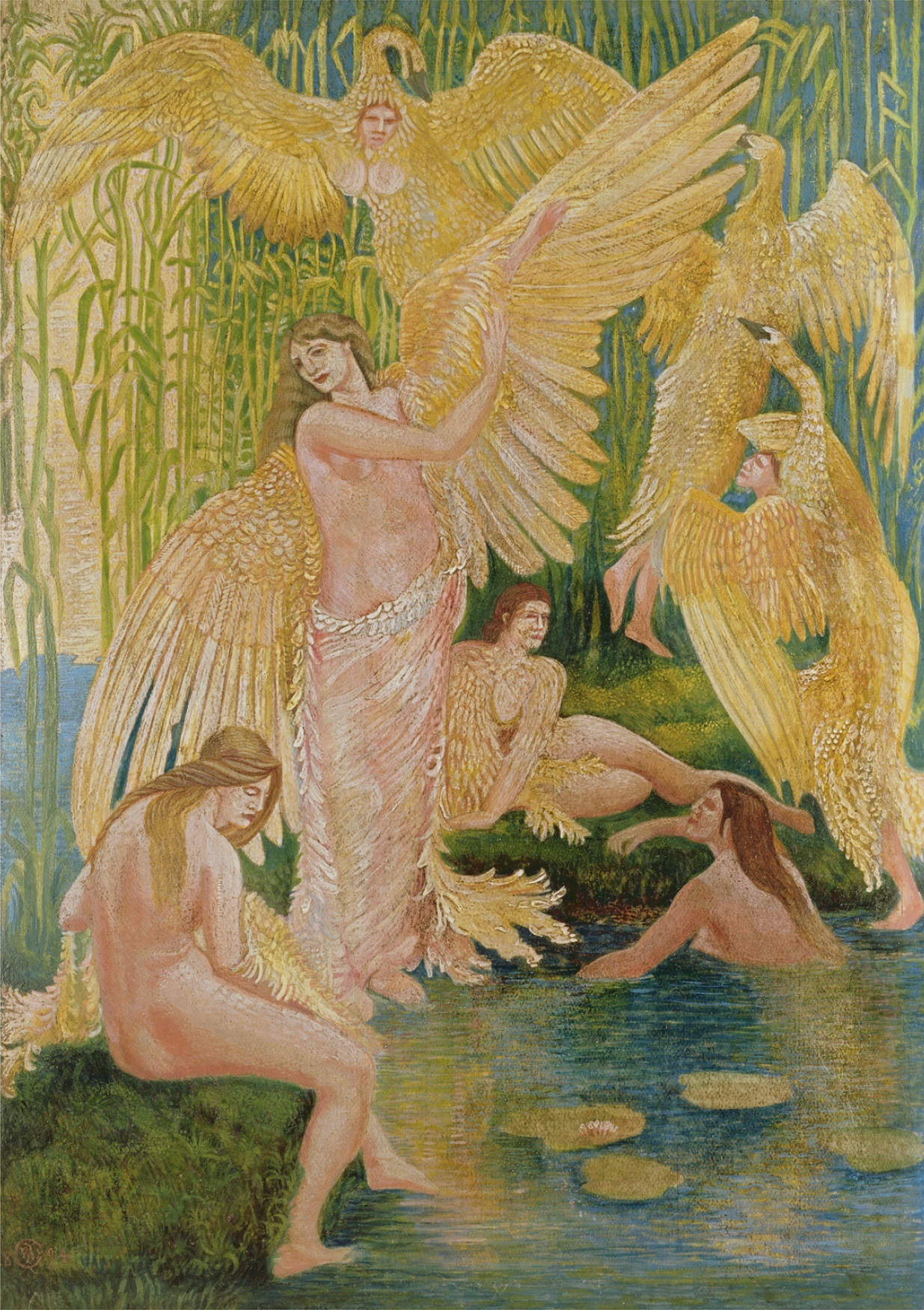
The Swan Maidens (Les femmes-cygnes) vues par Walter Crane, 1894

Les fragments de la mythologie celtique bretonne laissent entrevoir des points communs avec la mythologie irlandaise, Claude Sterckx parlant d'une « parenté mythique ». L'Irlande a conservé ses textes mythologiques avec un léger vernis chrétien, au contraire de la Bretagne. Ainsi, Sterckx relève une parenté entre Merlin tel qu'il est présenté dans les collectages effectués au XIXe siècle en Bretagne, le Tadig Kozh, et le druide irlandais Fintan, également capable de métamorphoses animales et de maîtrise des réincarnations. Le Roux et Guyonvarc'h rapprochent la banshee d'Irlande nommée Liban ou Lí Ban (dans le Lebor na hUidre) de la Morgane décrite par Anatole Le Braz, les deux renvoient à la femme de l'Autre Monde. Le personnage de Dahut, malgré l'édulcoration littéraire de son mythe, a d'évidents points communs avec cet archétype celte, notamment dans les récits irlandais. D'après plusieurs chercheurs dont Bernard Sergent, Patrice Marquand et Gaël Milin, l'histoire du roi Marc'h appartient au conte-type du roi aux marques animales, et présente un parallèle important avec celle d'Eochaid Ollathair (autre roi aux oreilles de cheval qui fait disparaître les barbiers qui le rasent, et se retrouve à l'origine d'un instrument de musique) et de Labraid loingsech en Irlande, et March ap Meirchiawn au Pays de Galles. Le comparatisme indo-européen montre aussi des points communs avec le dieu grec Poséidon/Neptune. Le roi aux oreilles de cheval est très certainement un motif celtique commun. Sainte Riwanon rappelle très nettement la déesse galloise Rhiannon mentionnée dans les Mabinogion, par le nom et la naissance. Ces rapprochements cependant rares semblent être le résultat du passé indo-européen : Bernard Sergent rapproche ainsi la légende du dragon de Saint Efflam du mythe hittite d'Illuyanka.
Selon Erwan Chartier, le roi Arthur est un mythe interceltique. De tout temps sa figure a été invoquée pour « incarner une certaine forme de résistance celtique », aussi bien au Pays de Galles qu'ailleurs sur l'île de Grande-Bretagne, et en Bretagne. Les créatures du folklore breton trouvent elles aussi leurs équivalents dans les autres pays celtes : les korrigans rappellent les Tylwyth teg du Pays de Galles, par ailleurs René-François Le Men signale une tradition selon laquelle des nains de type korrigan auraient un jour envahi la Bretagne, à rapprocher du conte gallois de Lludd a Llefelys, où l'île de Bretagne est envahie par les Corannyet, un peuple à part dont le nom rappelle celui du nain. Philippe Le Stum note que des contes de femme-cygne ont été collectés en Bretagne et en Irlande. Il est possible que les légendes bretonnes aient influencé celles des régions avoisinantes. Sur l'île d'Yeu (Vendée), les Fras habiteraient le dolmen des « Petits-Fradets » et sèmeraient des herbes qui font parler les bêtes à minuit. Il s'agit d'une croyance commune avec toute la Bretagne.

## Culture populaire et influence sur les artistes
Les mythes et légendes de Bretagne sont très régulièrement à l'honneur dans les productions artistiques. La légende de la ville d'Ys est une source d'inspiration majeure, une vingtaine d'adaptations littéraires ayant circulé depuis le milieu du XXe siècle, de même qu'une quinzaine d'albums ou morceaux de musique, un téléfilm et un jeu vidéo. Le personnage de l'Ankou inspire lui aussi une production culturelle abondante, en particulier dans la bande dessinée. C'est également le nom de l'équipe de Rennes de football américain, existant depuis 2003. Plusieurs illustrateurs s'inspirent du petit peuple de Bretagne dans leurs œuvres, en particulier Pascal Moguérou, qui a fait des korrigans son thème favori.

### En musique
Tout comme les cantiques bretons et leurs litanies des saints font la liaison entre le religieux et le profane, le fond musical populaire intéresse la musique savante. Des complaintes, appelées gwerzioù, évoquent la tragédie de la ville d'Ys ; celle composée par Olivier Souêtre retient l'attention de l'Église (cantiques, organistes, Prose des Morts) et de compositeurs classiques tels que Louis-Albert Bourgault-Ducoudray, Paul Le Flem, Marcel Labey, Jean Langlais, Jean-Charles Hess. Paul Le Flem s'inspire du thème à plusieurs reprises dans son œuvre, notamment pour écrire un ouvrage lyrique et dramatique autour de Dahut, La Magicienne de la mer, après avoir assisté à l'opéra Le Roi d'Ys d’Édouard Lalo, dont la pauvreté du livret l'avait désappointé. D'autres compositeurs bretons contemporains orchestrent la légende, comme Paul Martineau, Jef Le Penven, Jean-Yves Malmasson, Pierre-Yves Moign, René Abjean, Benoît Menut.

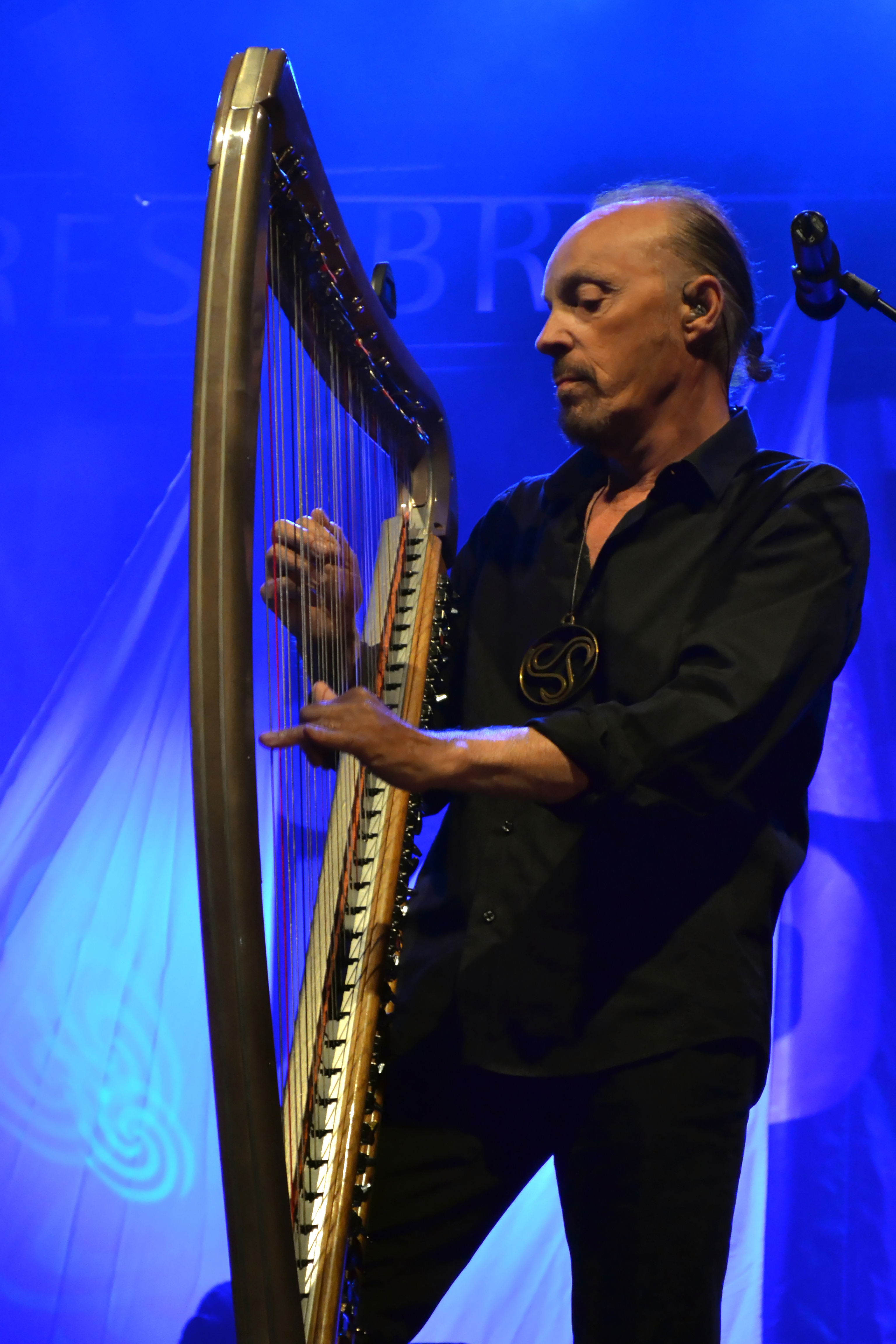
Alan Stivell étudie la mythologie celtique et s'inspire du légendaire breton dans ses compositions.

Les chanteurs traditionnels du XXe siècle puisent leur répertoire dans le Barzaz Breiz, notamment les sœurs Goadec, Andrea Ar Gouilh, Denez Prigent, Gilles Servat, Yann-Fañch Kemener. En Bretagne, les joueurs de harpe celtique sont, de par leur instrument et leur répertoire, influencés par la mythologie : Cécile Corbel, Myrdhin, Tristan Le Govic, Triskell, etc. Alan Stivell est passionné par le monde celtique, que ce soit les langues, l'histoire, la mythologie, la littérature ou l'art graphique. Le 16 octobre 2013, il publie chez Arthaud le livre Sur la route des plus belles légendes celtes coécrit avec Thierry Jolif et agrémenté des photos d'Yvon Boëlle. Il y consacre une première partie aux légendes de Bretagne évoquées dans plusieurs de ses morceaux : Brocéliande (1970), Ys (1971) et des titres de l'album Légende (Mojenn) comme Tour an Arvor, Azenor et Sawenn.
La légende d'Ys inspire Dan Ar Braz pour son premier album Douar Nevez et les autres musiciens d'Alan Stivell qui le quittent pour former le groupe YS en décembre 1975. Dans les années 1970, des groupes démarrent lors du revival breton en trouvant l'inspiration dans les légendes bretonnes, comme Tri Yann (Nantes), Diaouled Ar Menez (Monts d'Arrée), Sonerien Du (Pays Bigouden), le trio EDF (dont Patrik Ewen qui est conteur). Dans les années 1990, des formations se développent autour d'un imaginaire celtique, comme le groupe nantais EV, les groupes parisiens Stone Age et Manau, Merzhin (Merlin en breton), Glaz. Dans les années 2010, le nantais Alan Simon met en scène les spectacles Anne de Bretagne, Excalibur et Tristan & Iseut, la chanteuse Gwennyn écrit plusieurs chansons ayant pour thèmes des légendes, dont Ahès écrite pour Nolwenn Leroy, le groupe punk Les Ramoneurs de Menhirs reprend dans ses textes des aspects culturels, la harpiste Gwenaël Kerléo et son groupe Arneo s'inspirent des légendes, vivant dans les Monts d'Arrée.
Des groupes font souvent référence à l’Ankou : Overstep intitule l'un de ses albums de heavy metal Karrig an Ankou en 2001, Pascal Lamour intitule un morceau L'Ankou dans Le chant de la Mandragore et d'autres y font référence directement dans leur nom comme Wig A Wag et le groupe américain de black metal Ankou Awaits.

### Dans la littérature
Anatole Le Braz publie Le Sang de la Sirène, directement inspiré des légendes bretonnes. Paul Féval place La fée des grèves à Cancale et dans la baie du Mont Saint-Michel. Pierre-Jakez Hélias raconte des légendes bretonnes dans ses ouvrages ethnographiques (Le cheval d'orgueil, Le quêteur de mémoire) ou dans ses romans et consacre des livres aux traditions bretonnes, aux légendes de la mer et du pays Bigouden. Claude Seignolle s'inspire plusieurs fois des légendes bretonnes dans ses nouvelles. Renaud Marhic a publié un polar noir intitulé Korrigans Connection, et Marc Letellier le roman et conte musical La Fille d'Avalon.

### En bande dessinée

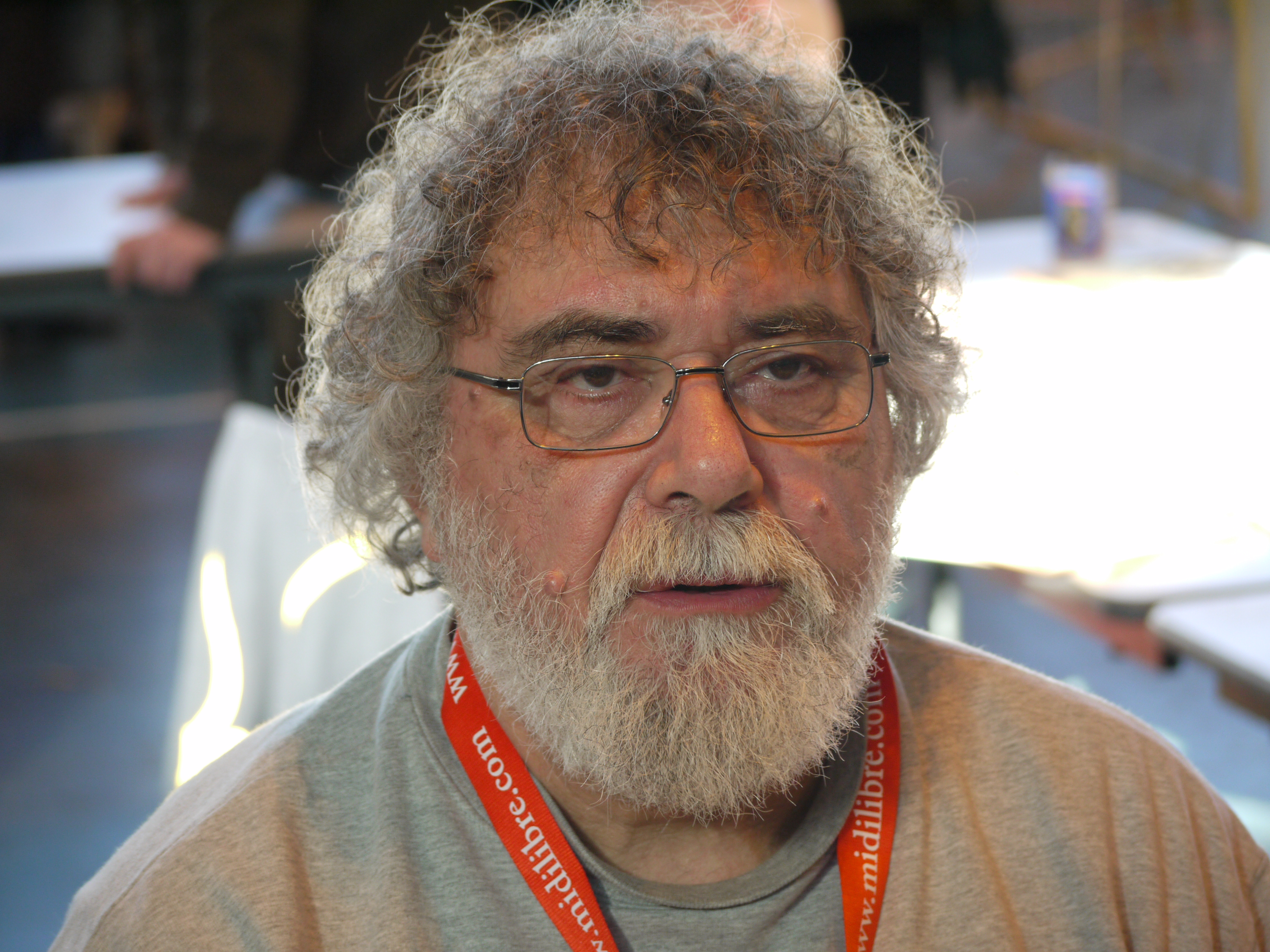
Jean-Claude Fournier, scénariste de L'Ankou.

En bande dessinée, Timour d'Armor, paru en 1953, reprend les mythes troyens et romains de fondation de la Bretagne. Un album de Spirou dessiné en 1978 par Fournier a pour titre L'Ankou. Bran Ruz, parue de 1978 à 1981, fait appel à plusieurs légendes bretonnes, en particulier Ys (avec Dahut et Gradlon), l'Ankou et les Korrigans. Cette bande dessinée très imprégnée de la pensée post soixante-huitarde dénonce les dérives du catholicisme, puisque c'est Gwénolé qui y cause l'inondation d'Ys. Les auteurs de Bran Ruz se sont longuement documentés auprès de spécialistes, mais ont confié leur préface au prolixe Jean Markale. Les Écluses du Ciel (1981-1994) fait intervenir Gwen, le fils de la fée Morgane, qui désire récupérer son trône de Bretagne dans le contexte d'une guerre de l'Église contre les créatures mythologiques et légendaires d'Armorique.
La série Bout d'homme (1990-2008) de Jean-Charles Kraehn met en scène un petit village lourd de secrets sur fond de légendes bretonnes, dans des décors pluvieux et maritimes. Plusieurs mythes et légendes de Bretagne figurent dans la collection Soleil Celtic, publiant des séries issues de la culture celte. Son directeur de collection est Jean-Luc Istin. Erwan et Ronan Le Breton y ont publié Les Contes du Korrigan à son initiative, la série Les Contes de l'Ankou propose de petites histoires en bandes dessinée tournant autour de l'homme de main de la mort, et Les Contes de Brocéliande s'attachent à la célèbre forêt. Par ailleurs, Jean-Luc Istin scénarise de très nombreux albums inspirés des légendes bretonnes, entre autres les séries Les Druides et Merlin, où la ville d'Ys est mentionnée.
Pierre Dubois s'inspire lui aussi régulièrement du fonds légendaire breton dans ses œuvres, entre autres dans Petrus Barbygère (1996-1997), où l'on note la présence des Fions et de trois chevaux de la mer. Le quatrième tome de la série de BD Le Torte, illustrée par Lucien Rollin, s'intitule Tréo-Fall, du nom des lutins danseurs de l'île d'Ouessant. Cette série scénarisée par Dubois fait intervenir beaucoup d'autres personnages Bretons, comme Éon de l'Étoile.

### Au cinéma et à la télévision
La Charrette fantôme (1939) de Julien Duvivier est une illustration romancée de l'Ankou. La série Dolmen reprend des légendes de bord de mer, celle des naufrageurs en particulier. De nombreux épisodes de la série Kaamelott évoquent les passages bretons de la légende arthurienne.

### En jeu vidéo
Ys est une série de jeux vidéo développés par la société japonaise Falcom et généralement édités par Konami ou XSEED Games. Cette série, entamée dans les années 1980, s’est vue déclinée sur un grand nombre de plates-formes du MSX à la PlayStation 2. Elle est basée sur la légende bretonne de la ville d'Ys. La saga des Final Fantasy évoque le nom de l'Ankou à trois reprises : dans l'épisode VIII, l'épisode IX et l'épisode XII. Un monstre de Final Fantasy XI porte le nom du Bugul-noz, la créature du vannetais. Dans le jeu Soulcalibur IV, L'une des armes du personnage Zasalamel, une faux, porte le nom d'Ankou
Le jeu Dominions 4: Thrones of Ascension introduit Ys comme nation dans la série, très fortement inspirée de la légende qui lui donne son nom. Son successeur Dominions 5: Warriors of the Faith gardera Ys comme nation jouable.